# Piotr Kropotkin
Piotr Aleksêievitch Kropotkin (em russo:  Пётр Алексе́евич Кропо́ткин; Moscou, 9 de dezembro de 1842 – Dmitrov, 8 de fevereiro de 1921) foi um geógrafo, economista, cientista político, sociólogo, zoólogo, historiador, filósofo e ativista político russo, um dos principais pensadores do anarquismo no fim do século XIX, considerado também o fundador da vertente anarcocomunista. Suas análises profundas da burocracia estatal e do sistema prisional também são relevantes na área de criminologia.
Escreveu livros hoje considerados clássicos do pensamento libertário, dentre os quais se destacam A Conquista do Pão (Хлеб и воля) e Memórias de um Revolucionário (Записки революционера), ambos publicados em 1892, Campos, Fábricas e Oficinas (Поля, фабрики и мастерские), de 1899, e Mutualismo: Um Fator de Evolução (Взаимопомощь как фактор эволюции), publicado em 1902. Durante um longo período, também contribuiu para a Enciclopédia Britânica, tendo sido o autor do verbete "Anarquismo", entre outros.      
Nascido príncipe, membro da antiga família real de Rurik, na idade adulta Kropotkin rejeitou este título de nobreza pela sua decepção com a erudição dos aristocratas. Ainda adolescente foi obrigado a ingressar no exército imperial russo por ordem do próprio czar Nicolau I. Nesta mesma época passou a ter contato com a literatura revolucionária da época.
Interessado por geografia, tornou-se explorador do círculo polar ártico percorrendo milhares de quilômetros a pé e registrando diferentes fenômenos relacionados a tundra e outras paisagens árticas. Em suas muitas viagens teve contato e passou a se solidarizar com os camponeses vivendo em condições miseráveis na Rússia e na Finlândia. Este sentimento de solidariedade fez com que Kropotkin abandonasse a atividade de pesquisador. Viajou para o Leste Europeu tendo contato em diversos países ativistas e revolucionários, entre estes os associados de Bakunin e os seguidores de Marx. Em Genebra, tornou-se membro da Primeira Internacional depois partiu em direção à Jura a convite de um anarquista que lhe relatara a força que o movimento adquirira naquela região. Estudou o programa revolucionário da Federação Anarquista de Jura, retornando à Rússia com a intenção de divulgá-lo entre ativistas libertários e populações marginalizadas. Na Rússia voltou a fazer pesquisas científicas, tomando parte em diferentes âmbitos do ativismo libertário.
Foi preso por diversas vezes por sua militância. Seus textos foram publicados por centenas de jornais ao redor do mundo. Seu funeral, em fevereiro de 1921, constituiu o último grande encontro de anarquistas na Rússia, uma vez que este país, desde a revolução de 1917, estava sob o domínio dos bolcheviques marxistas que passaram a perseguir, exilar e aniquilar os ativistas libertários onde quer que fossem encontrados.

## Biografia

### Origem familiar

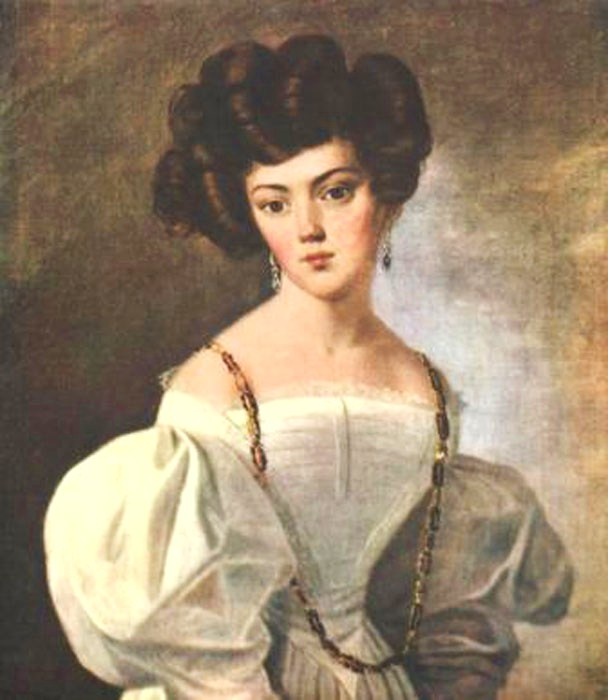
Retrato de Yekaterina Nikolaevna Sulima, a mãe de Piotr Kropotkin.

Kropotkin nasceu na cidade de Moscou em 21 de dezembro de 1842, no seio de uma família da nobreza russa. Seu pai, o príncipe Alexei Petrovich Kropotkin, era dono de grandes extensões de terra espalhadas por três províncias russas, dispondo de mais de mil e duzentos servos a seu serviço. A linhagem genealógica da qual faziam parte ele e seu pai remetia à casa real de Rurik que governara Moscou antes dos Romanov.
Sua mãe, Yekaterina Nikolaevna Sulima, era filha de um importante general russo, que apesar deste fato recebera uma educação aberta e se interessava principalmente por atividades artísticas como a literatura e a pintura. Sulima fora em parte a responsável pela primeira educação do jovem Piotr, que ainda no início de sua adolescência, passada entre Moscou e a casa de campo da família em Kaluga, teve contato com escritos de Pushkin, Nekrasov e Chernyshevsky, graças aos tutores escolhidos por sua mãe para sua educação.
Por ordem do próprio czar Nicolau I, em 1857, aos doze anos teve que ingressar no Corpo de Pajens em São Petersburgo que à época era a academia mais seleta de toda a Rússia fornecendo educação para apenas 150 meninos, em sua maioria filhos da realeza palaciana. O principal objetivo desta instituição focava-se formação de assessores e funcionários de elite do Império Russo.

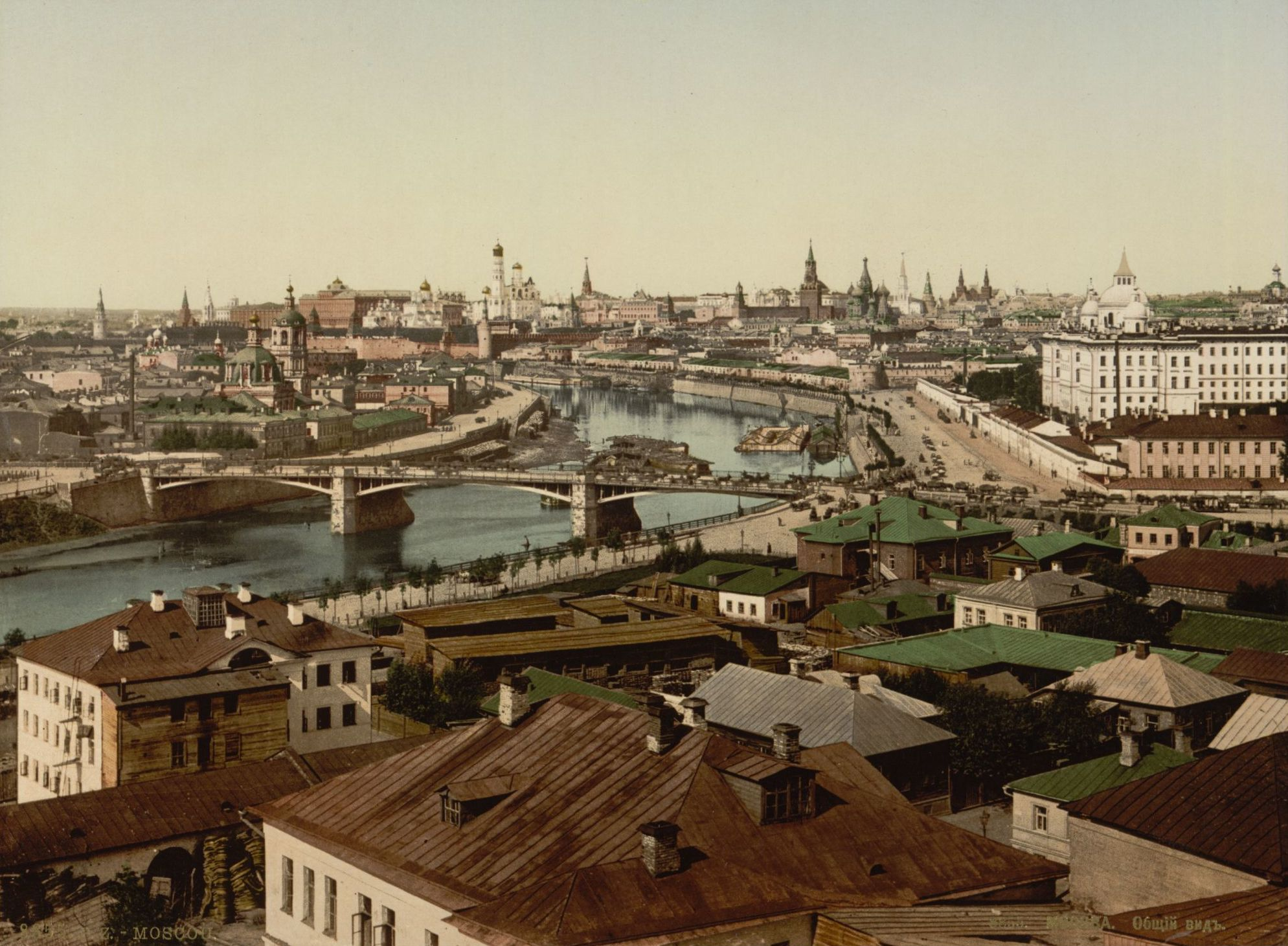
Imagem da cidade de Moscou em meados do século XIX.

 Ainda que Kropotkin detestasse a disciplina militar de sua escola e rapidamente tenha adquirido a reputação de rebelde, sua formação acadêmica foi intensiva, pautada por uma matriz de ensino racionalista e liberal com forte ênfase em ciências. Nesta instituição formou-se nas matérias de astronomia, física, história, literatura e filosofia. Foi nela também que conheceu a obra dos enciclopedistas franceses e teve o primeiro contato com as ideias evolucionistas de Jean-Baptiste de Lamarck que tanto marcariam a sua formação científica.
Em 1858, Kropotkin também já havia tido seu primeiro contato com as ideias revolucionárias, quando leu a revista de Herzen, A Estrela Polar.

Com um sentimento que raiava à veneração costumava eu olhar para o medalhão impresso na primeira página de "A Estrela Polar", e que representava as nobres cabeças dos cinco dezembristas enforcados por Nicolau I depois da rebelião de 14 de dezembro de 1825: Bestuzhev, Kajovski, Pestel, Riléiev e Muravief Apostol.— P. Kropotkin

### Militar na Sibéria

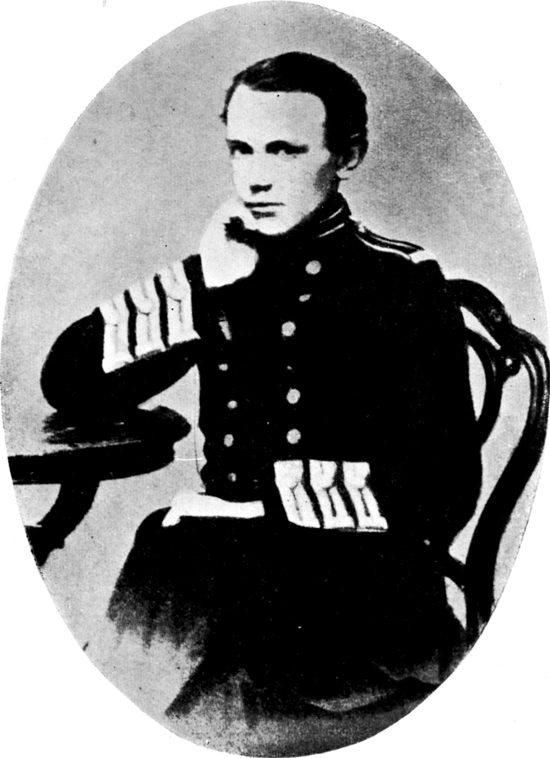
O jovem Kropotkin em 1861, posando em seu uniforme militar.

Concluída sua formação em 1862, teve que servir no Exército russo, podendo optar em qual regimento desejava servir. Escolheu o de Cossacos Siberianos destacados para uma expedição a Sibéria a fim de garantir o controle czarista sobre a recém conquistada região de Amur. Ainda que Kropotkin pudesse escolher um destino mais cômodo, optou pela expedição à Sibéria, também com o objetivo de se afastar da vida da corte russa na capital à qual considerava desagradável e opressiva. Sua formação demandou que fosse pajem pessoal do então czar Alexandre II pelo período de dois anos, o que permitira a Kropotkin testemunhar as extravagâncias da vida na corte, estilo de vida este que passou a desprezar.
Partiu para seu destino em Irkutsk em 24 de junho de 1862, e foi nomeado ajudante de campo do general Kukel. Finalmente se estabeleceram na aldeia de Chitá, a capital da região. Kukel havia sido designado como governador de Transbaikal, tendo anteriormente estabelecido relações amistosas com Bakunin.
Os cinco anos que passei na Sibéria foram para mim muito instrutivos a respeito do caráter e da vida humanos. Me vi colocado em contato com homens de todas as condições, os melhores e os piores; aqueles que se encontravam na cúspide da sociedade e os que vegetavam em seu mesmo fundo; isto é, os vagabundos e os chamados criminosos insensíveis. Tive ocasiões de sobra para observar os hábitos e costumes dos camponeses em seu labor diário, e ainda mais, para apreciar o pouco que a administração oficial podia fazer em seu favor, ainda quando animada das melhores intenções.— P. Kropotkin

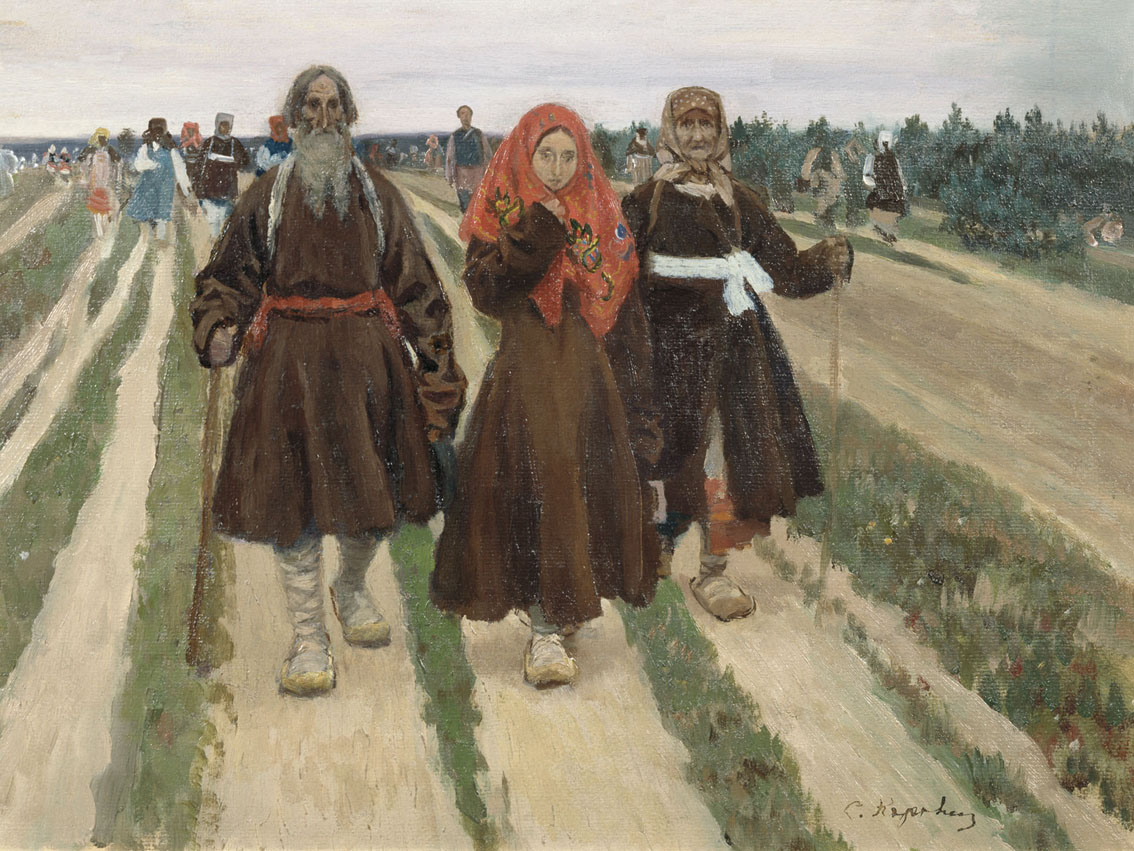
A vida sofrida dos camponeses russos do século XIX e suas práticas de mutualidade tiveram grande impacto na visão política de Kropotkin.

Sua principal tarefa consistiu em fazer uma avaliação da cruel prisão siberiana para sua reforma. Esta experiência o impressionou profundamente, principalmente por se ver forçado a encarar as deficiências da burocracia estatal e a corrupção administrativa. Ao mesmo tempo também possibilitou que observasse as primeiras formas de cooperação direta e autônoma entre camponeses e caçadores. A despeito de todo um esforço por melhorar o sistema carcerário, as reformas sugeridas por Kropotkin com base em sua investigação nunca foram aplicadas.
Na Sibéria, conheceu o poeta russo Mikhail Larionovich Mikhailov, que havia sido condenado a trabalhos forçados por suas ideias revolucionárias. Foi Mikhailov que primeiramente lhe apresentou as ideias anarquistas recomendando-lhe a leitura de Proudhon. O contato com a obra Sistema de contradições econômicas (Ou Filosofia da Miséria), de Proudhon, e os comentários de N. Sokolov, foram em grande parte responsáveis pela conversão do jovem Kropotkin ao socialismo libertário. Estes anos na Sibéria foram determinantes para o desenvolvimento do pensamento político de Kropotkin:
Ainda que não houvesse formulado minhas observações em termos análogos aos usados pelos grupos militantes, posso dizer agora que perdi na Sibéria toda a fé que antes pudera ter tido na disciplina do Estado, preparando-se assim o terreno para converter-me em anarquista.— P. Kropotkin

### Viagens e descobertas científicas

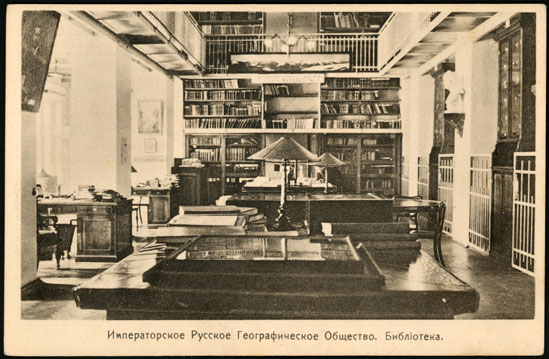
Biblioteca da Sociedade Geográfica Russa em 1916 da qual Kropotkin foi membro entre as décadas de 1860 e 1870.

Entre 1864 e 1866, realizou diversas viagens exploratórias no território ainda não mapeado da Manchúria. A última expedição foi a mais frutífera em seu aspecto científico, incluindo a região montanhosa do norte da Sibéria entre os rios Lena e Amur. Esta viagem proporcionou importantes conhecimentos científicos, auxiliando de maneira notável no conhecimento da estrutura geográfica da região siberiana. O descobrimento de restos fósseis contribuiu para a elaboração posterior de teorias glaciais, ampliou o conhecimento sobre a fauna siberiana, proporcionando dados a Kropotkin sobre apoio mútuo (ou cooperação intraespecífica) e o altruísmo em sociedades animais. Por último, descobriu a rota de Chitá e a região do Lago Baikal até a tundra do norte.
Uma insurreição de prisioneiros poloneses na Sibéria e sua cruel repressão por parte das autoridades kzaristas foram decisivas para o abandono do serviço militar por Kropotkin e seu irmão Alexandro. Regressaram a São Petersburgo em 1867, quando ingressou à Universidade e apresentou à Sociedade Geográfica Russa um relatório sobre sua expedição de Vitim que foi publicado e lhe valeu uma medalha de ouro. Foi nomeado secretário da seção de Geografia Física da Sociedade Geográfica Russa. Explorou os glaciares da Finlândia e da Suécia em nome desta associação entre os anos de 1871 e 1873. Seu trabalho mais importante nesta época foi seu estudo da estrutura orográfica de Ásia, refutando as hipóteses de tipo conjetural baseadas no modelo alpino sugerido por Alexander von Humboldt. Ainda que posteriormente outros investigadores tenham descoberto estruturas mais complexas, as linhas gerais do enfoque idealizado por Kropotkin se mantiveram vigentes até a atualidade.

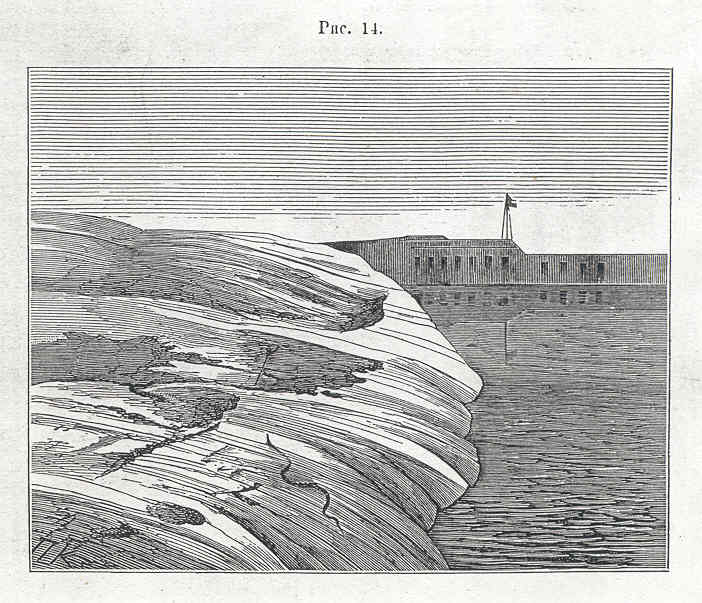
Esboço da fortaleza de Skanslandet em Sveaborg, Helsingfors, feito por Kropotkin como parte de sua pesquisa na Finlândia.

Em 1873, publicou uma importante contribuição para a ciência; um mapa no qual provava que todos os mapas existentes até então representavam erroneamente a estrutura física do continente asiático; as principais linhas estruturais corriam na verdade do sudoeste em direção ao noroeste, não do norte ao sul ou de leste a oeste como se acreditava. Outro trabalho de grande importância foi o relatório que escreveu sobre os resultados de sua expedição à Finlândia. Em 1874, apresentou em uma conferência sua teoria sobre como a capa de gelo da glaciação havia alcançado o centro da Europa, ideia que se contrapunha à sabedoria convencional de sua época. Sua proposição foi recebida com polêmica, até por fim ser posteriormente aceita pela comunidade científica. Finalmente, a terceira grande contribuição de Kropotkin para a teoria da ciência geográfica foi sua hipótese sobre a divisão da Eurásia, como consequência do retrocesso da glaciação da era precedente. Todas estas ideias foram concebidas quando ainda não havia chegado a completar trinta anos, o qual fazia pressupor um grande futuro como pesquisador científico. O prestígio de sua obra geográfica foi tão considerável que foi convidado para ser presidente da seção de Geografia Física da Sociedade Geográfica Russa. Kropotkin, no entanto, não aceitou o convite, porque seu interesse havia se voltado para as atividades revolucionárias:
No outono de 1871, estando eu na Finlândia, caminhando lentamente a pé pela costa, ao largo da ferrovia recentemente construída, observando atentamente as paragens de onde primeiro devem ter aparecido as mostras inequívocas da primitiva extensão do mar que seguiu ao período glacial. Recebi um telegrama da sobredita corporação, que dizia: "O Conselho pede para que aceiteis o cargo de secretário da Sociedade." Ao mesmo tempo, o secretário que deixava o cargo me suplicava encarecidamente de que eu prestasse boa acolhida a proposição. Minhas expectativas haviam se realizado; mas ao mesmo tempo, outras ideias e outras aspirações haviam invadido meu pensamento. Depois de ponderar sobre como deveria proceder, telegrafei: "Agradeço encarecidamente; mas não posso aceitar".— P. Kropotkin
Durante suas pesquisas pelo círculo polar ártico Kropotkin percorreu em torno de 50 mil milhas. Importantes descobertas resultaram deste longo trabalho de campo, não só para a Geografia, como também para um melhor entendimento dos processos geológicos que moldaram aquelas paisagens, como também, num sentido mais amplo a própria História natural do planeta Terra.

### Entre revolucionários na Suíça
Ainda durante seu período de investigações científicas no círculo polar ártico, Kropotkin se dedicou também ao estudo dos principais teóricos sociais e políticos de seu tempo. Após saber dos acontecimentos da Comuna de Paris em 1871, passou a se interessar cada vez mais pelo movimento operário. Ao mesmo tempo, em suas longas viagens pela Rússia e pela Finlândia se deparou com o estado de terrível miséria em que viviam os camponeses naquelas regiões. A convivência com estas populações despertou-lhe um grau tal de solidariedade, um impulso para que ele abandonasse a atividade científica em busca de uma solução revolucionária:
Mas que direito tinha eu a gozar de uma ordem elevada, quando tudo que me rodeava não era mais que miséria e luta por uma triste porção de pão, quando por pouco que fosse o que eu gastasse para viver naquele mundo de agradáveis emoções, havia por necessidade de arrancá-lo da mesma boca dos que cultivavam o trigo e não tinham suficiente pão para seus filhos? Da boca de alguém há de se tomar a força, posto que a agregada produção da humanidade permanece ainda tão limitada […] por isso contestei negativamente a Sociedade Geográfica.— P. Kropotkin

Logotipo da Federação de Jura.

A herança recebida da morte de seu pai lhe proporcionou o acesso a copiosos recursos econômicos, que lhe permitiram realizar uma viagem ao Leste Europeu que duraria três meses. Partiu de São Petersburgo em fevereiro de 1872 e seu primeiro destino foi a cidade suíça de Zurique, com o objetivo de estabelecer contato com setores do movimento europeu organizado e inteirar-se de sua situação. Lá teve contato com um grupo de exilados russos fortemente influenciados pelas ideias de Mikhail Bakunin. Entre estes de encontravam uma mulher de sua família, Sofia Nicolaevna Lavrov, Nadeshdna Smezkaia e Mikhail Sazhin (um discípulo de Bakunin mais conhecido como Armand Ross).

Em Genebra incorporou-se como membro da Primeira Internacional, inicialmente contatando os setores marxistas, especialmente o grupo russo dirigido por Nicolai Utin. No entanto, não demorou para que estranhasse o tipo de socialismo dos marxistas e suas estratégias políticas dentro da Primeira Internacional. Após cinco semanas deste contato, muito contrariado frente ao comportamento oportunista de seus dirigentes, decidiu conhecer aos grupos da tendência bakuninista.
Não podia conciliar este joga e afrouxa dos chefes com os esquentados discursos que havia ouvido pronunciar na tribuna, o que produziu em mim tamanha desilusão que indiquei a Utin minha intenção de colocar-me em contato com outro agrupamento da Associação Internacional de Genebra, que era conhecida com a bakuninista, porque a palavra anarquista não estava ainda muito generalizada. Utin deu-me no ato quatro cartas para outro russo chamado Nicolai Zhukovski, que fazia parte dela, e olhando-me fixamente nos olhos, disse-me suspirando: "Já não voltarás mais para o nosso lado; ficarás com eles." E acertou em seu prognóstico.— P. Kropotkin
O anarquista Nicolai Zhukovsky lhe recomendou que deixasse Genebra e viajasse para Jura, local em que o movimento anarquista era mais forte. Lá chegando Kropotkin estudou o programa mais radicalizado da Federação de Jura em Neuchâtel e passou muito tempo na companhia de seus mais proeminentes membros, adotando definitivamente os ideais anarquistas. Esta federação formada, em sua maioria, por construtores de relógios suíços era uma associação sem ambições políticas, e que não fazia distinções entre líderes e militantes de base.

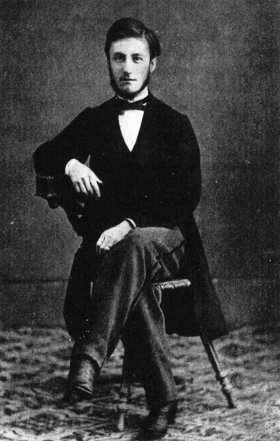
O libertário James Guillaume em 1870, figura notável da Federação de Jura.

Em Jura conheceu o historiador James Guillaume de quem se tornou amigo por longa data, e posteriormente o primeiro biógrafo de Bakunin. Apesar de compartilharem a mesma nacionalidade, Kropotkin não chegaria a conhecer Bakunin pessoalmente. A influência do pensamento daquele grande revolucionário russo estava visível por toda federação. A impressão causada em Kropotkin pela vivência foi tremenda:
[…] as relações igualitárias que encontrei nas Montanhas de Jura, a liberdade de ação e pensamento que vi se desenvolver entre os trabalhadores e sua ilimitada devoção pela causa tocaram fortemente meus sentimentos; e quando tive que deixar as montanhas, depois de permanecer uma semana com os relojoeiros, minhas visões do socialismo foram estabelecidas: eu era um Anarquista.— P. Kropotkin

### Círculo Tchaikovsky
No começo de maio de 1872, já estava de volta à Rússia trazendo na bagagem escritos de autores revolucionários, a maioria deles proibidos no país. Uma vez em São Petersburgo retomou suas investigações geográficas, e começou a trabalhar ativamente como propagandista da revolução, estabelecendo um forte vínculo com o Círculo Tchaikovsky para o qual fora convidado pelo geógrafo Dimitri Klements. Como membro do Círculo, reescreveu panfletos políticos em uma linguagem mais acessível dos impressos até então, com o objetivo de torná-los acessível até mesmo a pessoas com graus precários de educação.
O Círculo Tchaikovsky que havia começado suas atividades como um grupo pequeno de jovens, havia se ampliado consideravelmente no momento da chegada de Kropotkin. Seus membros se reuniam na casa de Sofia Perovskaia, mulher de família aristocrática que abandonara o lar por suas ideias revolucionárias e havia ingressado na organização com o objetivo de aperfeiçoar seus conhecimentos em crítica social. Em 1869, Nechayev havia tentando formar uma organização revolucionária secreta entre a juventude, imbuída do desejo anteriormente referido de trabalhar entre o povo a ideia da insurreição e do sacrifício político levados as suas últimas consequências. Na opinião de Kropotkin, estes procedimentos não poderiam prosperar na Rússia. Logo esta organização foi dissolvida, todos seus membros foram presos, e alguns dos jovens mais entusiastas e decididos foram enviados para o exílio na Sibéria antes mesmo que pudessem realizar uma única ação. O Círculo Tchaikovsky se formara em oposição à organização e às estratégias propostas por Nechayev, focando seus esforços no melhoramento e na educação mútua de seus membros, bem como em um desenvolvimento moral pessoal.
Foi devido a isso que o Círculo Tchaikovsky, ampliando gradualmente seu campo de atuação, se estendeu tanto na Rússia e adquirira tão importantes resultados; e mais tarde, quando as ferozes perseguições do governo criaram uma luta revolucionária, produzira essa notável classe de homens e mulheres que com tanta bravura sucumbiram na terrível contenda que travaram contra a autocracia.— P. Kropotkin
Ainda que tenha continuado colaborando com a Sociedade Geográfica Russa em São Petersburgo, sua atenção estava voltada para a ação libertária: disfarçado de camponês e utilizando o nome falso de Borodin, assistia às reuniões noturnas do Círculo Tchaikovsky. Durante sua participação, viu muitos de seus companheiros serem presos pela polícia política do czar.
Durante os anos que venho falando se fizeram muitas prisões, tanto em São Petersburgo como nas províncias. Não se passava um mês sem que experimentássemos a perda de alguém, ou ficássemos sabendo que certos membros deste ou daquele grupo provincial haviam desaparecido. Chegado o final de 1873, as prisões se fizeram cada vez mais frequentes. Em novembro, um dos nossos principais centros, situados em um bairro na periferia da capital, foi invadido pela polícia. Perdemos a Peróvskaia e três amigos mais, tendo que suspender todas nossas relações com os trabalhadores daquela área. Fundamos um novo ponto de reunião mais distante, mas logo tivemos que abandoná-lo. A polícia extremou a vigilância, e a presença de um estudante nos bairros de trabalhadores era imediatamente advertida, circulando espiões entre os operários, aos quais não se perdia de vista. Dimitri, Klementz, Serguey e eu, com nossas samarra e nosso aspecto de camponeses, passamos inadvertidos, e continuamos frequentando o terreno vigiado pelo inimigo; mas eles, cujos nomes haviam adquirido grande notoriedade nestes bairros, eram objeto de todas as buscas; e se fosse dito casualmente em algum dos registros noturnos na casa de algum amigo, imediatamente acabavam detidos.— P. Kropotkin

### Prisão e fuga
No final de 1873, no dia seguinte ao seu rechaço à presidência da Sociedade Geográfica, Kropotkin foi preso pela polícia. Havia sido delatado por um trabalhador que se convertera a informante policial.
A noite se passou sem novidades. Dei uma folheada em meus papéis, destruí tudo o que pudesse comprometer alguém, juntei minhas coisas e me dispus a partir […] e desci rapidamente, saindo da casa. À porta não havia mais que um coche de aluguel; subi nele, e o condutor me levou ao Nevsky Prospekt. A princípio ninguém nos perseguia, e me considerei a salvo; mas em pouco tempo percebi que vinha uma outra carruagem correndo a toda velocidade atrás da nossa, e tendo que diminuir sua marcha o cavalo que conduzia-nos, a outra tomou nossa dianteira. E eu vi com surpresa um dos dois tecelões que haviam sido detidos, acompanhados de outra pessoa. Me fez sinal com a mão, como se tivesse algo a me dizer, e eu ordenei ao cocheiro que parasse. Talvez - pensei - tenha sido posto em liberdade e tenha algo importante a me comunicar.  Mas tão pronto nos detivemos, o que acompanhava o tecelão - era um policial - gritou: "Senhor Borodin, príncipe Kropotkin, está preso!" Fez um sinal aos guardas, abundantes nas principais ruas de São Petersburgo, e ao mesmo tempo saltou em meu coche e me mostrou um papel com o selo da polícia da capital, dizendo ao mesmo tempo: "Tenho ordem de conduzi-lo perante o governador geral para que deis uma explicação. — P. Kropotkin

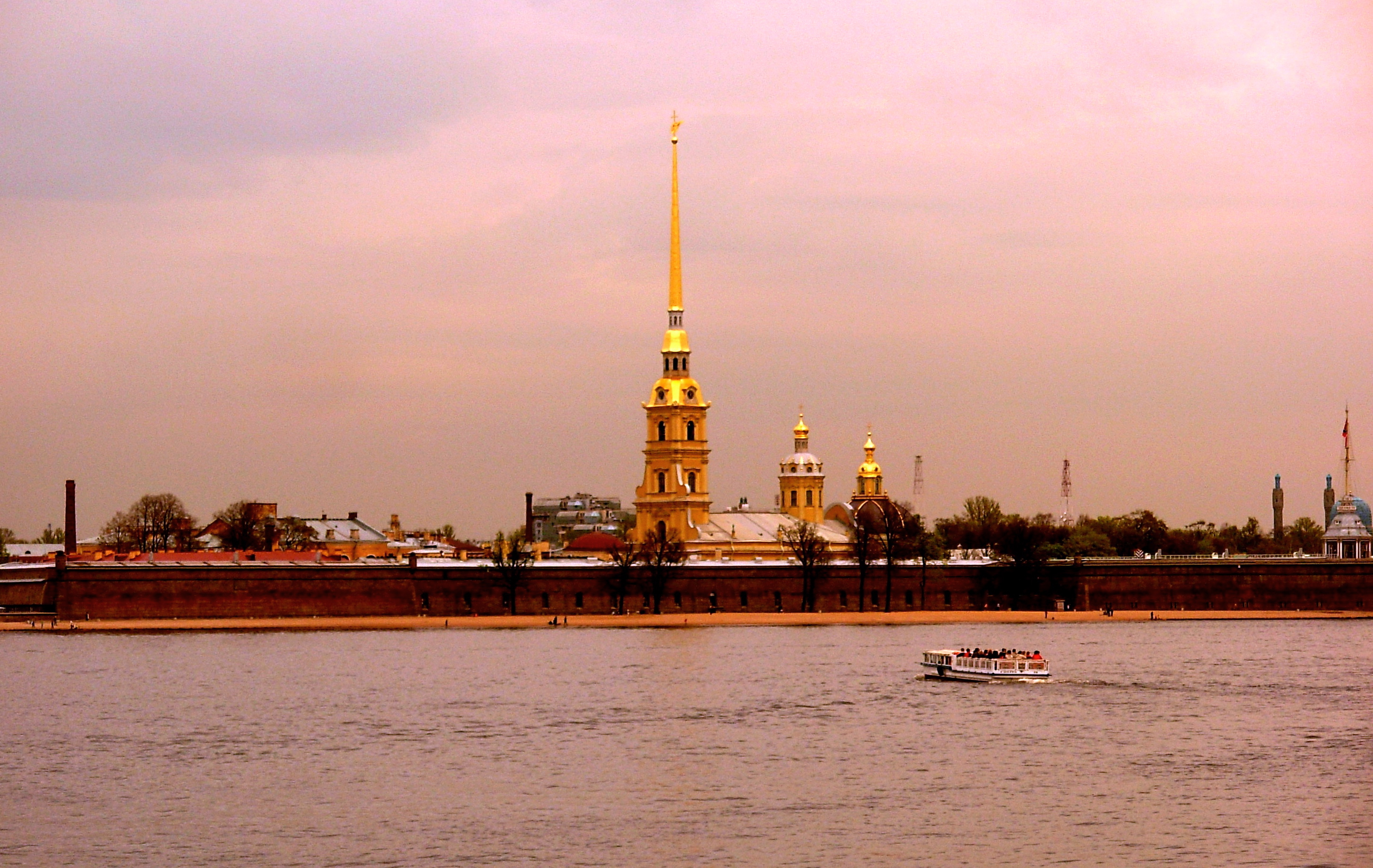
Imagem da Fortaleza de Pedro e Paulo que durante séculos serviu de prisão política do Império Russo.

Levado aos escritórios da polícia política secreta, a Seção Terceira, foi interrogado durante alguns dias. Sua prisão causou sensação em São Petersburgo, ainda mais frente a irritação do czar, já que Kropotkin havia sido durante algum tempo seu ajudante pessoal. Diversos jornais identificados com as elites russas passaram a divulgar informações de que o príncipe Kropotkin estaria acometido de algum tipo de loucura. O rótulo de "louco" seria associado ao seu nome entre os nobres e burgueses da Rússia por um longo período. Neste meio tempo, foi encarcerado na Fortaleza de Pedro e Paulo em uma cela solitária, escura e úmida. Os notáveis da Sociedade Geográfica Russa, seus amigos e em especial seu irmão Alexandro intervieram em seu favor para que lhe fosse permitido dar continuidade às suas pesquisas geográficas, para que pudesse ter acesso a livros, papéis e lápis.
No início de 1875, seu irmão também foi preso pelo regime czarista por escrever uma carta para Piotr Lavrovich Lavrov. Alexandro seria enviado para a Sibéria, passando doze penosos anos exilado no pequeno povoado de Minusinsk. Ao fim deste período, não aguentando mais o ostracismo, cometeu suicídio. A prisão de seu irmão e a desarticulação dos círculos revolucionários - foram feitas pelo menos duas mil detenções na Rússia - produziram naquele momento, um colapso psicológico em Kropotkin que caiu deprimido. Em consequência da depressão, sua condição física piorou, aumentando os danos causados por escorbuto.
Em março de 1876, transferiram-no para a Cadeia de São Petersburgo, lugar onde as condições de vida eram mais insalubres do que na fortaleza, ainda que ali houvesse muito mais facilidades para receber visitas e romper o isolamento. Mas sua deterioração física piorou mais ainda, fazendo com que corresse risco de morrer. Diante deste quadro, os médicos recomendaram sua transferência para o hospital contíguo à Prisão Militar de São Petersburgo. A mudança para um ambiente arejado, iluminado e limpo, com uma melhor alimentação, favoreceram a recuperação de sua saúde. Neste mesmo momento, seus amigos começaram a planejar sua fuga da prisão. Após muitos preparativos, através de um sistema de sinais com o exterior, Kropotkin escapou correndo através do pátio da prisão, local em que praticava exercícios diários, ao abrir os portões que davam passagem às carroças dos entregadores de lenha. Perseguido pelos guardas montou em um coche que o esperava e se perdeu em meio à multidão.
Com horror vi que a carruagem estava ocupada por um homem vestido a paisana e com um quepe militar, que estava sentado sem virar a cabeça em minha direção. Minha primeira impressão foi de que havia sido vendido. Os companheiros me diziam em sua última carta: "Uma vez na rua, não se entregue; não lhe faltarão amigos que o defenda em caso de necessidade". Eu não queria subir no coche, se ele estivesse ocupado por um inimigo. Mas ao me aproximar dele, notei que o indivíduo tinha costeletas ruivas muito parecidas com as de um dos meus melhores amigos que, ainda que não pertencesse ao nosso círculo, me professava verdadeira amizade, a qual eu lhe correspondia, e em mais de uma ocasião pude apreciar seu valor admirável, e até que ponto se voltavam hercúleas suas forças nos momentos de perigo. Será possível - dizia eu - que seja ele? E estava a ponto de pronunciar seu nome, quando contendo-me a tempo, bati palmas, sem deixar de correr, para chamar sua atenção. Então se virou para mim e soube quem era. "Sobe, sobe logo!" - gritou com voz terrível, e depois, dirigindo ao cocheiro com revolver na mão, gritou-: "Ao galope, ao galope, ou lhe arranco a carne dos ossos!" O cavalo era um excelente animal, comprado expressamente para o caso, saiu no ato galopando. Uma multidão de vozes ressoavam as nossas costas, gritando: "Parados! Detenham-os!" enquanto meu amigo me ajudava a colocar um elegante abrigo e sapatos.— P. Kropotkin
Participaram da organização do plano de fuga o doutor Orestes Weimar, a senhora Lavrov e Stepniak, entre outros. A égua negra que puxava o coche da fuga, batizada de "Bárbara", foi utilizada também em outros feitos revolucionários posteriores, entre eles, o auxílio na fuga de Sergei Kravchinski, executor do general Nikolai Mezentsov, em 1878.
Depois de ser escondido momentaneamente em uma casa, trocou de roupas e foi levado a uma barbearia onde lhe cortaram a copiosa barba. Logo partiram em direção a uma rua movimentada de São Petersburgo e entraram sob a vista de todos em um restaurante da moda. Após fazerem uma refeição, partiram no meio da noite na direção de um pequeno povoado distante. Paralelo a isso, forças de segurança política realizavam batidas policiais nas casas de seus amigos, sem encontrar quaisquer pistas. Vestido como oficial militar, Kropotkin se dirigiu até o pequeno porto de Vaasa, no golfo de Botnia, embarcando rumo à Suécia e de lá para a Noruega. De lá tomou um navio a vapor britânico até o porto de Hull, na Inglaterra.

### Longo exílio

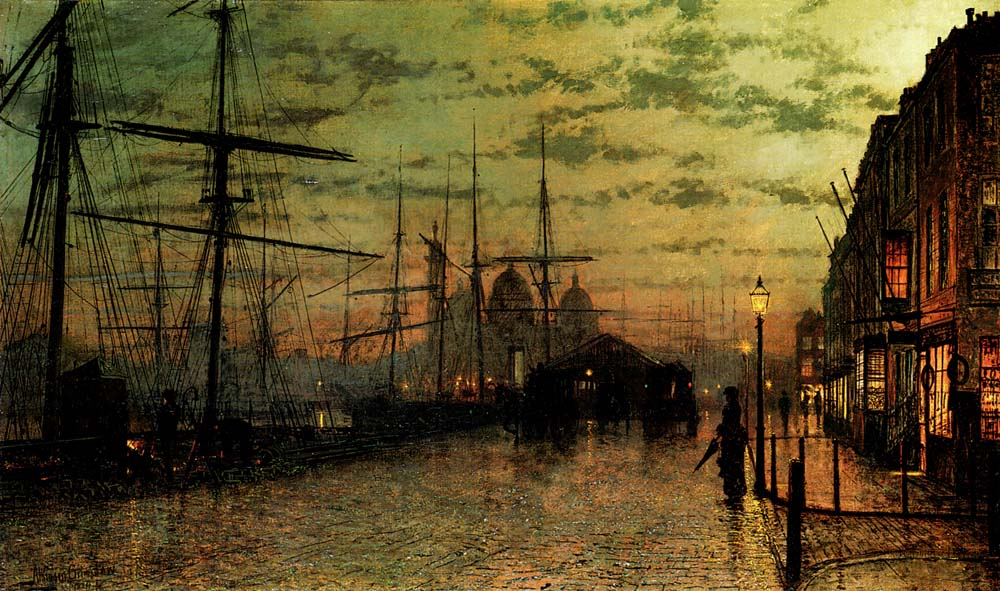
Imagem do porto da cidade inglesa de Hull pintada por John Atkinson Grimshaw em 1884. O local em que Kropotkin desembarcara oito anos antes.

Nos primeiros dias de agosto de 1876, Kropotkin desembarcou no porto de Hull, sob o nome falso de "Alexis Lavashov". Estabeleceu-se inicialmente em Edimburgo, mas em pouco tempo mudou-se para Londres, onde teria maiores possibilidades para garantir seu sustento. Começou a colaborar com o periódico The Times e com a prestigiada revista Nature, iniciando amizade com James Scott Keltie, subdiretor da revista. Paralelamente passou a corresponder-se mais seguidamente com James Guillaume na Suíça. Foi Guillaume quem lhe repassou o contato do pedagogo libertário Paul Robin que na época tornara-se figura notória por suas propostas de reforma sexual, pela defesa do controle de natalidade e seu ativismo pelo fim da prostituição. Kropotkin e Robin travaram debates e discussões sobre temáticas sociais e nestes debates uma faceta puritana do pensamento do ex-príncipe russo tornou-se evidente.
Após um curto período na Inglaterra, estabeleceu-se na Suíça, chegando a Neuchâtel em dezembro de 1876, incorporando-se quase que imediatamente à Federação de Jura. Lá conheceu Carlo Cafiero e Errico Malatesta, os dois membros mais proeminentes da seção italiana da Internacional. Decidido a se estabelecer no continente, realizou uma breve viagem até a Inglaterra para tratar de questões trabalhista com a revista Nature, partindo em 23 de janeiro para Ostende e de lá para Verviers, na Bélgica, com a intenção de se tornar um articulador do movimento da região. Mas a expulsão de seu amigo Paul Brousse levou Kropotkin a continuar viagem até Genebra. Ali reuniu-se mais uma vez com Dimitri Klemetz, seu amigo de longa data, e conheceu outro célebre geógrafo anarquista, Élisée Reclus na cidade de Vevey. Juntamente com Brousse, e com a intenção de disseminar a filosofia e a ação anarquista para outras regiões da Suíça lançou o periódico L'Avant Garde (A Vanguarda) que alcançou sucesso relativo, e simultaneamente mais um jornal no idioma alemão, o Arbeiterzeitung, que resultou em um grande fracasso, deixando de ser publicado alguns meses depois. Na Bélgica, viajou a Verviers, para participar do último congresso da seção bakuninista na Primeira Internacional, no qual atuou como delegado dos russos no exílio e levou a cabo a tarefa de redigir as atas do congresso. Devido a rumores de que seria detido, teve que abandonar o congresso, embarcando de Antuérpia em direção a Londres.

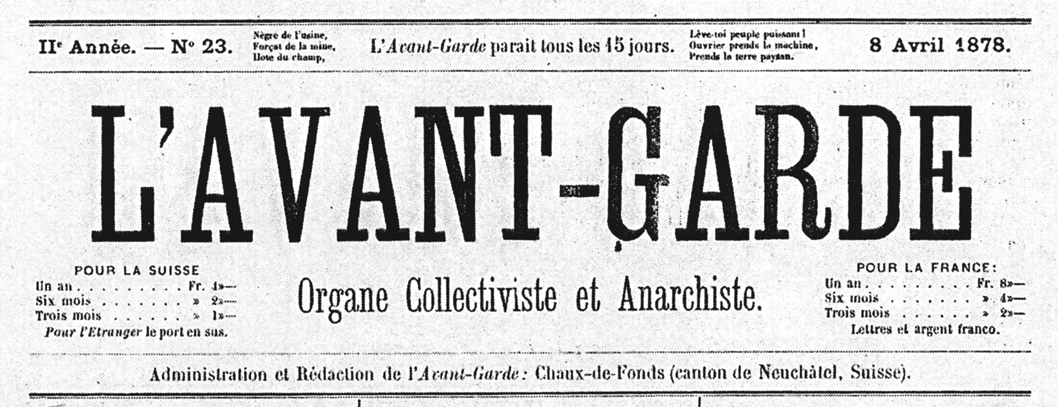
Títular do periódico L'Avant Garde de 15 de julho de 1878.

Da Inglaterra retornou à França, onde fez contato com Andrea Costa, prosseguindo em seus estudos sobre a Revolução francesa, que havia iniciado ainda na cidade de Londres. As atividades clandestinas de Kropotkin chamaram a atenção do aparato repressor do estado francês no início de 1878, por este motivo teve que retornar a Genebra no final de abril. Pouco depois visitou a Espanha, para familiarizar-se com a situação do movimento naquele país. A visita lhe causa uma forte impressão. É a primeira vez que se depara com um setor massivo do movimento anarquista. Após retornar a Genebra, em agosto, imediatamente participou em um congresso de grupos anarquistas suíços em Friburgo, no qual se evidenciou o sensível declínio da Federação de Jura. Em 8 de outubro de 1878, uniu-se em matrimônio com a jovem russa emigrada Sofia Ananiev. Em 10 de dezembro, as autoridades suíças fecham a redação de L'Avant Garde, prendendo também Brousse, ainda que por um curto período de tempo. Pouco tempo depois, decidiram iniciar um novo periódico que desse continuidade ao trabalho desenvolvido no anterior. Em 22 de fevereiro, apareceu Le Révolté, que devido à falta de participantes era redigido quase que inteiramente por Kropotkin. O jornal alcançou sucesso imediato e, em abril de 1879, contava com 550 assinaturas, o que lhe permitiu comprar a crédito sua própria imprensa, fundando a Imprimerie Jurassienne. Nesta mesma época, passa a imprimir uma série de outros periódicos, cartazes e panfletos. Seus principais auxiliares foram dois trabalhadores, François Dumartheray e George Herzig, a quem Kropotkin relembra com admiração em suas Memórias de um revolucionário.

### Teórico e propagandista

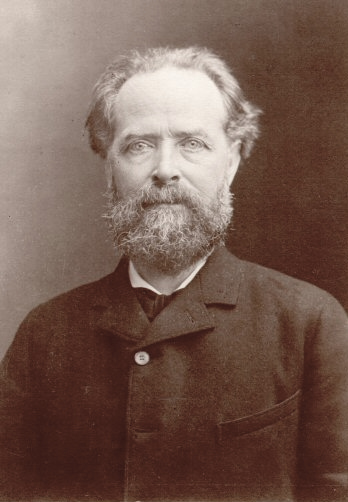
Fotografia de Élisée Reclus na década de 1880. Reclus, também geógrafo e anarquista, foi amigo e colaborador de Kropotkin.

Através das páginas do periódico Le Révolté, Kropotkin apresentou as primeiras formulações do anarcocomunismo, sua principal contribuição teórica ao movimento anarquista. O primeiro artigo sobre o tema foi publicado em 1 de dezembro, tinha como título A ideia anarquista do ponto de vista de sua realização prática. O argumento nele apresentado afirmava que a revolução deveria se basear nas federações de comunas locais e nos grupos independentes, evoluindo a sociedade de uma etapa coletivista de apropriação dos meios de produção pelas comunas, até o comunismo. No ano de 1880, foi convidado por Élisée Reclus para colaborar em sua obra Geografia Universal. Neste mesmo período, Piotr e Sofia se mudaram Clarens. 
Aqui, para onde vim com minha mulher Sofia, com quem conversava sobre todos os acontecimentos e os trabalhos realizados, e que exercia uma severa crítica literária sobre estes últimos, foi onde produzi o melhor de minha obra para o "Révolté", entre o qual se encontra o chamamento "Aos jovens", que tanta aceitação alcançou em todas as partes. Em uma palavra, neste lugar apliquei os cimentos e tracei as linhas gerais de tudo o que escrevi mais adiante. Em Clarens, além da convivência com Élisée Reclus e Lefrançais, que desde então tenho cultivado sempre, me encontrava em íntimas relações com os trabalhadores, e ainda trabalhava bastante na geografia, todavia acabava contribuindo em maior escala e cotidianamente com a propaganda anarquista.— P. Kropotkin
Em março de 1881, seu amigo Stepniak lhe inteirou sobre o assassinato do czar Alexandre II por membros do grupo Narodnaya Volya. A repressão sobre todos os grupos identificados com ideais revolucionários na Rússia foi terrível. A execução de sua ex-companheira do Círculo Tchaikovsky, Sofia Perovskaia, deixou Kropotkin indignado, e em meio a sua indignação imprimiu um folheto A verdade sobre as execuções na Rússia, participando também na qualidade de orador em diversas manifestações de protesto. Estas atividades fizeram com que a polícia genebresa o interrogasse, mas pôr fim a instituição decidiu não prendê-lo. Em 10 de julho, partiu até Paris e continuou a viagem até Londres para assistir, na qualidade de delegado, ao Congresso Socialista Revolucionário Internacional (também conhecido como A Internacional Anarquista). Devido à pobreza de Kropotkin, seu amigo e companheiro Varlaam Cherkesov realizou uma coleta para pagar sua viagem. Em uma carta para Malatesta, Kropotkin apresentava suas dificuldades econômicas:
"Le Révolté" e tudo mais me ocupa normalmente uma semana, de modo que me sobram duas semanas por mês nas quais tenho que ganhar cento e cinquenta a duzentos francos para nós dois, cinquenta francos para Robert, outros quarenta para os russos, trinta para a correspondência, de dez a quinze para papel, etc; no total mais de trezentos francos.— P. Kropotkin
Kropotkin participou do congresso em Londres, lá apresentou seu apoio formal à estratégia da propaganda pelo Ato e ao attentat, ratificando desta forma seu apoio à então recente execução do czar Alexandre II da Rússia pela organização Narodnaya Volya. Argumentando que uma ação seria muito mais efetiva que qualquer tipo de voto ou discurso para despertar nos oprimidos a necessidade de revolução. Ao fim do congresso, Kropotkin declarou-se abertamente decepcionado pelo tom caótico das discussões e porque não fora tratado o tema para o qual ele havia sido originalmente convocado: a formação de uma nova Internacional. Permaneceu na Inglaterra durante um mês e, ao fim deste, regressou à Suíça.

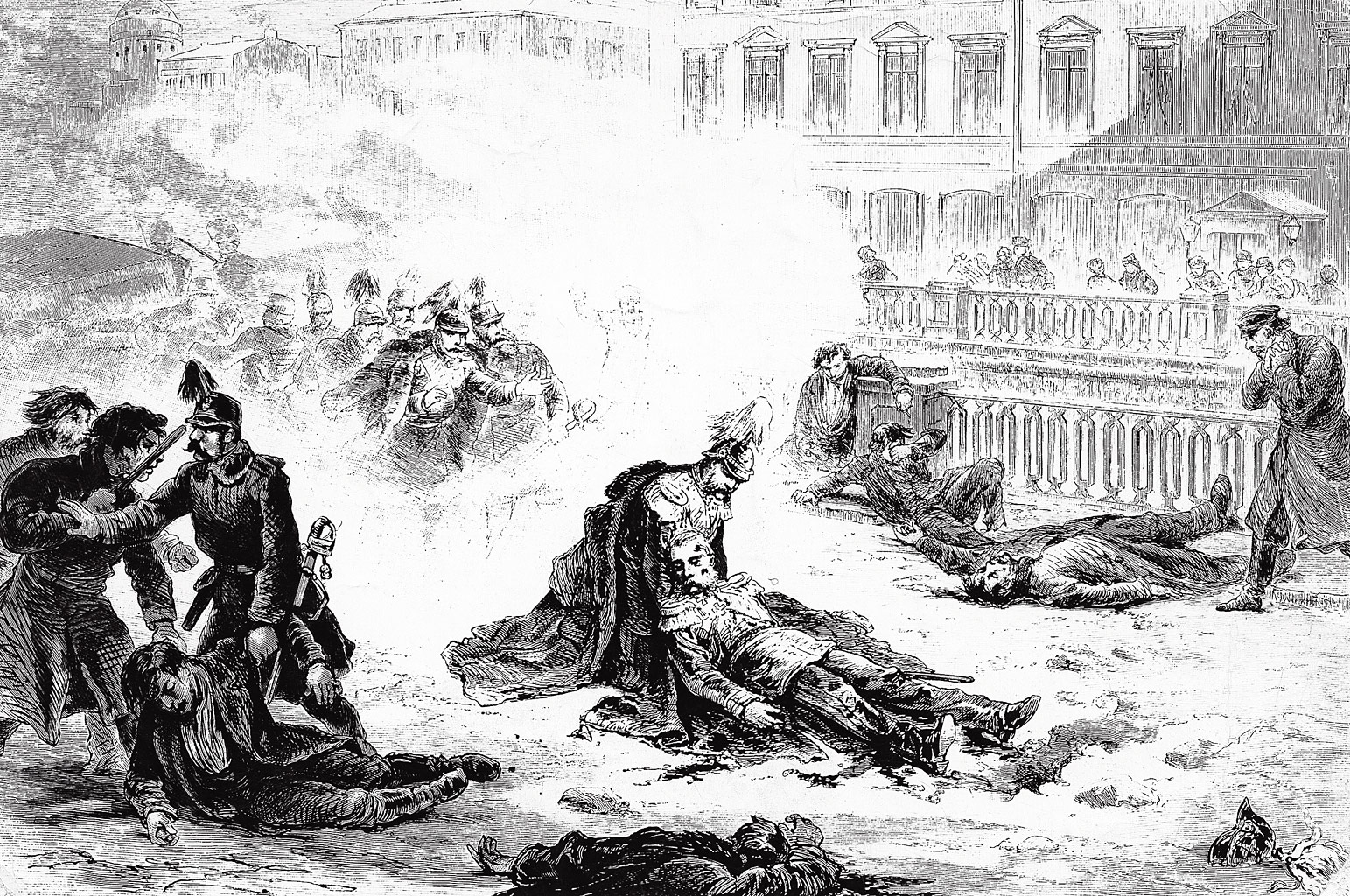
Desenho reconstituindo o assassinato de Alexandre II da Rússia em São Petersburgo.

Logo após sua volta, foi expulso pelo governo suíço em parte devido às pressões diplomáticas exercidas pelo império russo. No entanto, antes de partir de Genebra, tomou conhecimento de um plano da polícia secreta russa para assassiná-lo em Londres, plano este que frustrara com sua partida. Deixou a cidade de Genebra em 30 de agosto e se estabeleceu no pequeno povoado francês de Thonon, às margens do Lago Léman. A redação do Le Révolté ficou a cargo de Herzig e Dumartheray. Ainda assim, seguiu contribuindo para este periódico na qualidade de colaborador a distância. Ali permaneceram por dois meses até que Sofia concluiu seu bacharelado em Genebra.

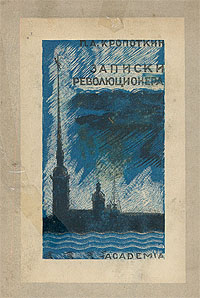
Capa da versão russa da obra Memórias de um Revolucionário publicada em 1933.

 Em novembro de 1881, retornou com sua esposa em segredo para a Inglaterra, realizando poucas conferências no trajeto da viagem até Paris, e lá, entrou em contato com Jean Grave. Na Inglaterra, se eximiu de falar em público ou contatar anarquistas, reuniu-se apenas discretamente com Malatesta, Cafiero e Élisée Reclus. Durante o ano de 1882, estabeleceu também contato com dois marxistas ingleses, Ernest Belfort Bax e H. M. Hyndman. Hyndman lhe apresentou a James Knowles, editor da revista The Nineteenth Century (O Século XIX), publicação em que colaborou por três décadas. Seguiu escrevendo para a Nature, The Times e The Fortnightly Review e também foi convidado a contribuir para a Enciclopédia Britânica. No Le Révolté, publicou dois importantes artigos: A lei e a autoridade e Governo revolucionário. Durante sua estadia na Inglaterra escreveu demasiado a respeito da situação na Rússia, expondo suas reflexões em clubes operários e em alguns encontros que organizou junto a membros exilados do círculo Tchaikovisky; dessa forma também expunham o ideal anarquista. Sendo inicialmente sua audiência escassa, a situação mudou quando passou a visitar os círculos de mineiros na Escócia, onde suas exposições atraíram uma multidão de trabalhadores.
A atmosfera deprimente e apática de Londres fez com que o casal retornasse à França, onde o movimento anarquista estava florescente e ativo, chegando a Thonon em 26 de outubro. Ali passou a viver com eles um jovem irmão de Sofia, em estado agonizante frente a um quadro avançado de tuberculose. As atividades revolucionárias em Lyon, onde havia por volta de três mil anarquistas ativos, as desordens provocadas pela crise da indústria da seda e alguns enfrentamentos violentos entre trabalhadores e policiais foram a desculpa para prender Kropotkin, que nada tinha a ver com os distúrbios, junto com outros sessenta anarquistas. Em 21 de dezembro de 1882, Kropotkin foi detido pela polícia horas depois da morte de seu jovem cunhado. Durante o enterro, Reclus e outros anarquistas reuniram-se com os camponeses da região para protestar contra as detenções.
O governo francês desejava fazer daquele um destes grandes processos que causam fortes impressões no país; mas não havia meio de envolver aos anarquistas presos na causa das explosões, por fim, foi necessário levá-los frente a um juri que, com probidade, acabou por nos absolver, em consequência do resultado, adotaram uma política maquiavélica de perseguir-nos por termos pertencido à Associação Internacional dos Trabalhadores. Existe na França uma lei, votada imediatamente após a queda da Comuna, pela qual se pode fazer comparecer a qualquer um frente a um juiz de instrução por haver pertencido a dita associação. O máximo da pena é de cinco anos, e o governo tem sempre a segurança de que o tribunal ordinário lhe deixará satisfeito.— P. Kropotkin

### Prisão na França

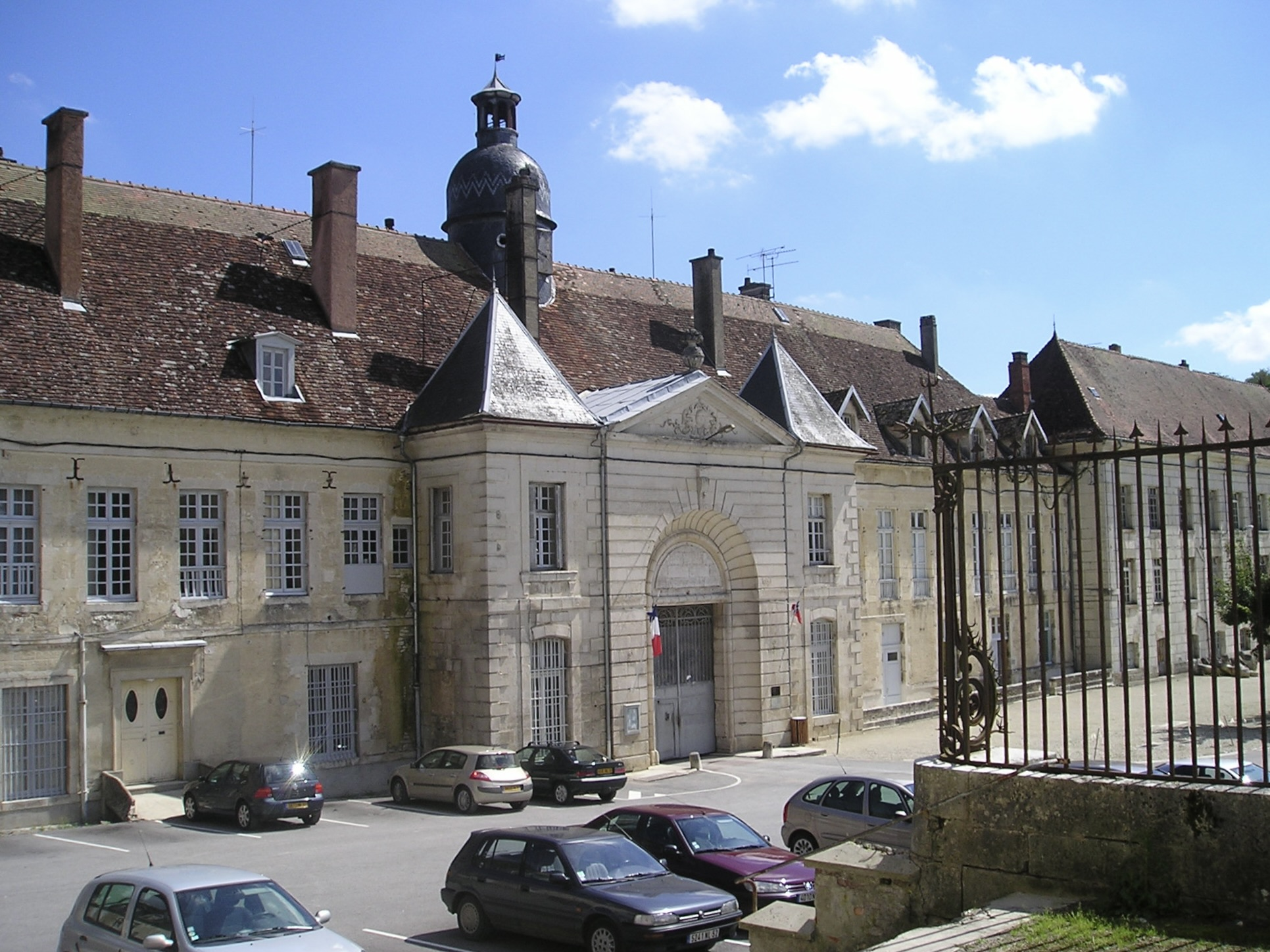
Frente da antiga abadia de Clairvaux, atual prisão de Clairvaux, na qual Kropotkin esteve confinado por cinco anos até 1886.

Ao fim do julgamento pela acusação de pertencimento a Internacional, foi sentenciado a cinco anos de prisão e mil francos de multa por suas atividades anarquistas; foi a condenação mais severa de todas. A imprensa independente, e até setores moderados da imprensa como o Journal des Economistes, protestaram contra as condenações criticando aos magistrados por condenar pessoas sem qualquer fundamento ou evidência de culpa. Os anarquistas, especialmente Bernard, Gautier e Kropotkin, aproveitaram o julgamento para dar publicidade a suas ideias realizando discursos incendiários contra as elites econômicas e políticas da Europa.
Foi encaminhado de Lyon para a prisão de Clairvaux, na velha abadia de São Bernardo, onde lhe foi imputado o status de prisioneiro político. Durante este período, seguiu contribuindo para a Geografia Universal e a Enciclopédia Britânica, dando continuidade também para suas contribuções para a The Nineteenth Century. Um dos artigos publicados neste periódico intitulado What Geography ought to be ganhou grande notoriedade na época. As condições de detenção não foram desta vez tão sofridas como quando esteve prisioneiro na Rússia, já que as autoridades lhes permitiam cultivar verduras, jogar bola e trabalhar numa oficina de encadernação. Kropotkin aproveitava o tempo para dar aulas de idiomas, matemática, física e cosmografia para outros detentos. Podiam escrever e receber cartas, sob um regime de censura. Podiam receber livros e revistas, mas não periódicos, muito menos de tendência revolucionária.
Kropotkin recebeu de Paris os votos de preocupação da Academia Francesa de Ciências que se ofereceu para lhe enviar livros para suas investigações; da Inglaterra também vieram mostras de solidariedade, foi redigida uma petição em seu favor, assinada por quinze professores universitários, os diretores do Museu Britânico, a Sociedade Real de Minas, a Royal Geographical Society, a Enciclopédia Britânica, e nove periódicos ingleses, bem como personalidades da época como William Morris, Patrick Geddes e Alfred Russel Wallace. A petição apresentada ao ministro de Justiça da França pelo escritor Victor Hugo foi rechaçada. No final de 1883, Kropotkin contraiu malária, enfermidade endêmica da região, comprometendo sua saúde durante alguns meses. Neste meio tempo, Reclus reuniu os artigos de Kropotkin publicados no Le Révolté num único volume que foi publicado em Paris em novembro de 1885, intitulado Palavras de um Rebelde.

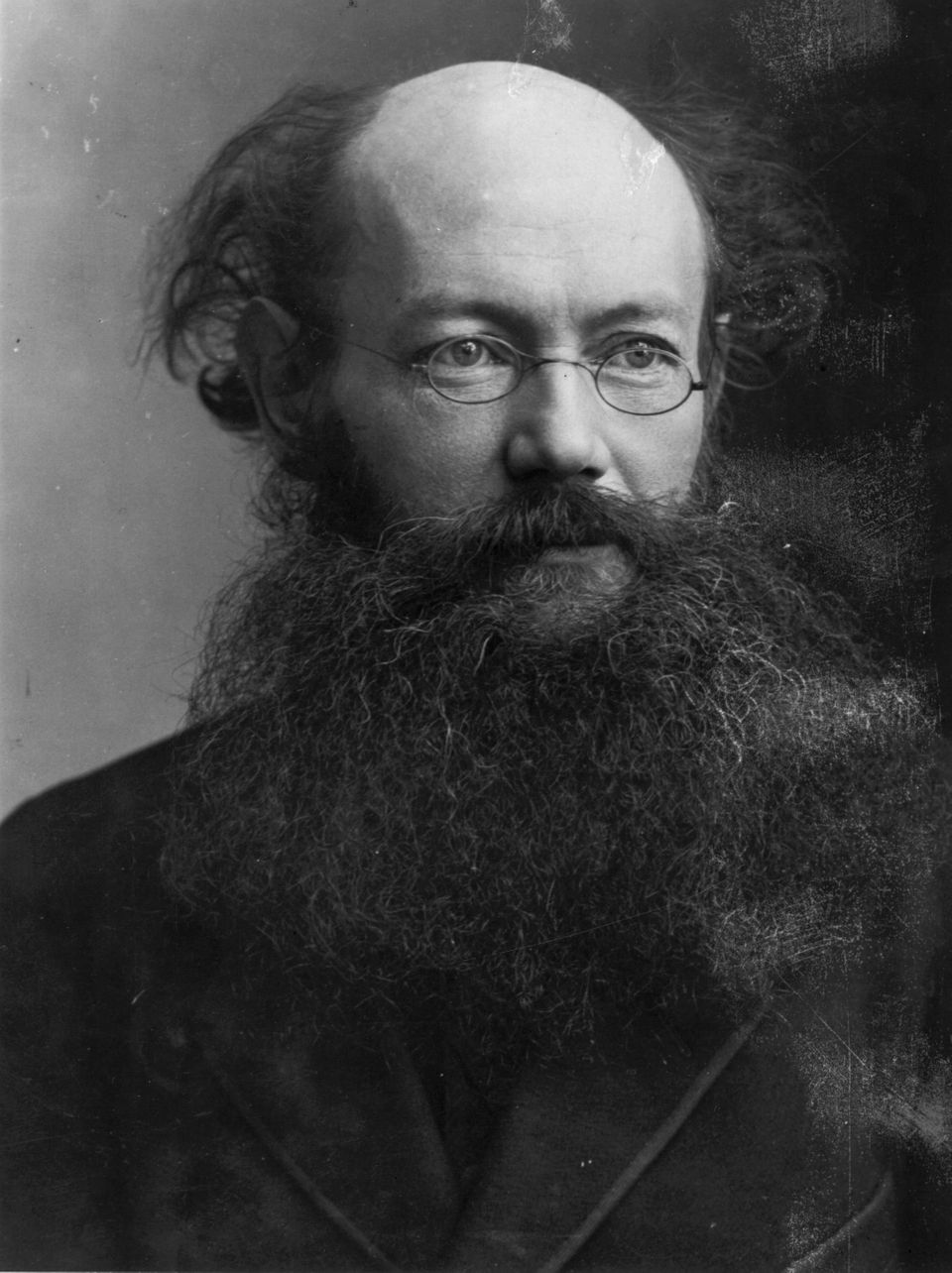
Kropotkin em seus anos de maturidade.

Os abaixo-assinados pela liberdade de Kropotkin pressionaram tanto ao governo francês que o primeiro-ministro Freycinet se viu obrigado a declarar que "razões diplomáticas impedem a liberação de Kropotkin", gerando uma reação ainda maior da opinião pública ao admitir que as exigências do czar eram capazes de intervir na política interior da França. O governo francês não teve mais saída além de perdoar aos detidos e liberá-los no dia 15 de janeiro de 1886. Kropotkin e Sofia, quebrados economicamente, mudaram-se para Paris, onde puderam obter meios de subsistência mais adequados. Para prevenir uma possível deportação para a Rússia por parte do governo francês, Kropokin decidiu se estabelecer na Inglaterra, não sem pronunciar no dia 28 de fevereiro de 1886, na véspera de sua partida, o discurso O anarquismo e seu lugar na evolução socialista diante de vários milhares de pessoas.
Suas experiências vivenciadas como prisioneiro na Rússia e na França, provocaram em Kropotkin seu rechaço frente a todas as formas de encarceramento como forma suposta de recuperação social e moral dos detidos. Posteriormente estas impressões deram forma a um texto publicado na Inglaterra em março de 1887, Nas prisões russas e francesas. A primeira edição deste livro foi comprada pelos agentes do governo russo para impedir sua difusão, conseguindo o governo russo destruir a maior parte dos exemplares. Por fim o livro foi reeditado anos mais tarde.
Hoje tenho que desmanchar semelhantes ilusões, pude convencer a mim mesmo de que, quanto a seus efeitos sobre o preso e seus resultados para a sociedade em geral, as melhores prisões reformadas - sejam elas divididas ou não em celas - são tão ruins ou ainda piores, que os imundos cárceres antigos. Elas não melhoram ao preso; pelo contrário, na imensa e obscura maioria dos casos, exercem sobre eles os efeitos mais lamentáveis. O ladrão, o vigarista e o bandido que passou alguns anos em uma penitenciária, saem dela mais dispostos que nunca a continuar pelo mesmo caminho, fazendo-se melhores preparados para ele, havendo aprendido a fazer o pior, estando mais irritado contra a sociedade e encontrando uma justificativa mais sólida para sua rebeldia contra suas leis e costumes, razão pela qual têm, necessária e inevitavelmente, que cair cada vez mais fundo no abismo dos atos anti-sociais que da primeira vez que lhe levaram diante dos juízes.— P. Kropotkin

### Na Inglaterra
Kropotkin e Sophia chegaram à Inglaterra em março de 1886, e por lá permaneceram as três próximas décadas. O casal se estabeleceu nos subúrbios de Londres levando uma vida completamente distinta dos anos anteriores, calma e de hábitos sedentários, dedicada à pesquisa científica e ao desenvolvimento teórico. Esta mudança de comportamento se dera em grande medida devido à saúde de Kropotkin que fora muito afetada pelos anos de prisão. As intempéries do clima da ilha pioraram ainda mais seu quadro clínico, fazendo com que ele tivesse crises crônicas de bronquite.
Uma de suas primeiras ações foi reunir um grupo editorial. Este grupo era composto por Charlotte Wilson, o Dr. Burns Gibson, Piotr e Sofia, entre outras pessoas. O grupo se denominava Freedom (Liberdade), estava engajado na realização de encontros e trabalho de propaganda, e posteriormente, na organização de um jornal que levava seu nome. Anteriormente, o grupo publicava seus escritos no jornal The Anarchist (O Anarquista) editado por Henry Seymour. Em pouco tempo a influência intelectual do pensamento de Kropotkin passou a ser mais e mais notável nas posições políticas de Saymour que até então se declarava um tuckeriano. Em seu jornal, Saymour declararia publicamente seu compromisso com o comunismo anarquista. Nesta época, também Kropotkin fez amizade com William Morris. Em abril daquele mesmo ano, se estabeleceram em uma casa modesta com pouca mobília na região de Harrow, fora da cidade de Londres. Dali, Piotr seguiu contribuindo para diversas publicações: A The Nineteen Century, Die Freiheit publicada por Johann Most, La Revolte (periódico que sucedeu Le Révolté), a Nature e The Times.
O grupo deixou de contribuir para o The Anarchist após uma discussão com Seymour e, em outubro de 1886 foi publicada a primeira edição do Freedom. Tratava-se de um caderno com quatro páginas escrito principalmente por Kropotkin e Wilson, que seria impresso até 1888 no escritório da Liga Socialista de William Morris. Nesta mesma época, Kropotkin sofreu um duro revés ao receber as notícias do suicídio de seu irmão Alexandre no dia 6 de agosto, exilado e esquecido por doze anos em uma pequena vila na Sibéria. Com a morte de Alexandre rompeu-se seu último laço familiar com a Rússia.

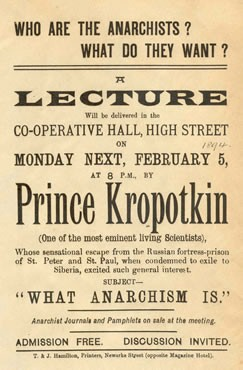
Cartaz de uma das conferências de Kropotkin na Inglaterra.

O crescimento dos movimentos socialistas na Inglaterra despertou o interesse do público em relação ao anarquismo, e Kropotkin passou a ser convidado como professor visitante para palestrar em quase todas as grandes cidades da Inglaterra e da Escócia. Durante uma visita à Edimburgo, fez amizade com Patrick Geddes, cujo pensamento fortemente influenciou.
No dia 15 de abril de 1887, nasceu sua única filha, a quem o casal deu o nome de Alexandra, em memória ao tio. Naquele mesmo ano, poucos meses mais tarde, Kropotkin acabou envolvido e preocupado diante das sentenças de morte dada a anarco-sindicalistas acusados de um atentado no qual morreu um policial, ocorrido em Haymarket no Estados Unidos. Kropotkin participou em diversos momentos da campanha pela libertação dos presos anarquistas, discursando em um grande evento no dia 14 de outubro ao lado de William Morris, George Bernard Shaw, Henry George e Stepniak. Apesar de muitas mobilizações semelhantes terem ocorrido nos principais centros urbanos do mundo, os réus foram executados pelo governo dos Estados Unidos em 11 de novembro.
Em 13 de novembro, participaram de uma manifestação organizada por William Morris em favor da liberdade de expressão na Trafalgar Square, que terminou em sérios distúrbios. Neste meio tempo, o grupo Freedom crescia, não só em número de membros, mas como também em influência em relação aos movimentos revolucionários. A ele convergiram antigos membros da Liga Socialista Anti-Parlamentar fundada por Morris - este que ainda que aceitasse a perspectiva de Kropotkin, jamais se declarou abertamente anarquista - formada de uma cisão com os chamados socialistas parlamentares organizados em torno da figura de Eleanor Marx. No entanto, as relações entre o grupo Freedom e os socialistas da Liga Antiparlamentar também se deterioraram, levando a um progressivo distanciamento.

### Escritor, cientista e teórico
A partir de 1890, as atividades de Kropotkin como agitador tornaram-se cada vez mais raras, em grande medida devido a sua idade avançada, passando a predominar seu caráter de pensador, intelectual e cientista. Escreveu para muitos periódicos libertários como Temps Noveaux (para os quais colaborava gratuitamente) e outras revistas como as publicações inglesas The Speaker e The Forum e as estadunidenses The Atlantic Monthly, The North American Review e The Outlook. Realizou dezenas de conferências, em cidades como Glasgow, Aberdeen, Dundee, Edimburgo, Manchester, Darlington, Leicester, Plymouth, Bristol e Walsall. Os temas eram tão diversos que, para além da teoria anarquista, tratava também de literatura, política russa, organização industrial, o sistema carcerário, naturalismo e as primeiras exposições sobre sua teoria do mutualismo.

Quando Huxley, querendo lutar contra o socialismo, publicou em 1888 na "The Nineteenth Century", seu atroz artigo "Struggle for Existence", decidi apresentar em forma compreensível minhas objeções a seu modo de entender à referida luta, o mesmo entre os animais que entre os homens, materiais que estive acumulando durante seis anos. Falei em particular para os meus amigos; mas fiz com que que a interpretação de luta pela existência, no sentido do grito de guerra "Ai dos vencidos!" elevado à altura de uma regra da natureza e revelado pela ciência, estava tão profundamente arraigada neste país, que havia se convertido pouco menos que um dogma.— P. Kropotkin, Memórias de um revolucionário

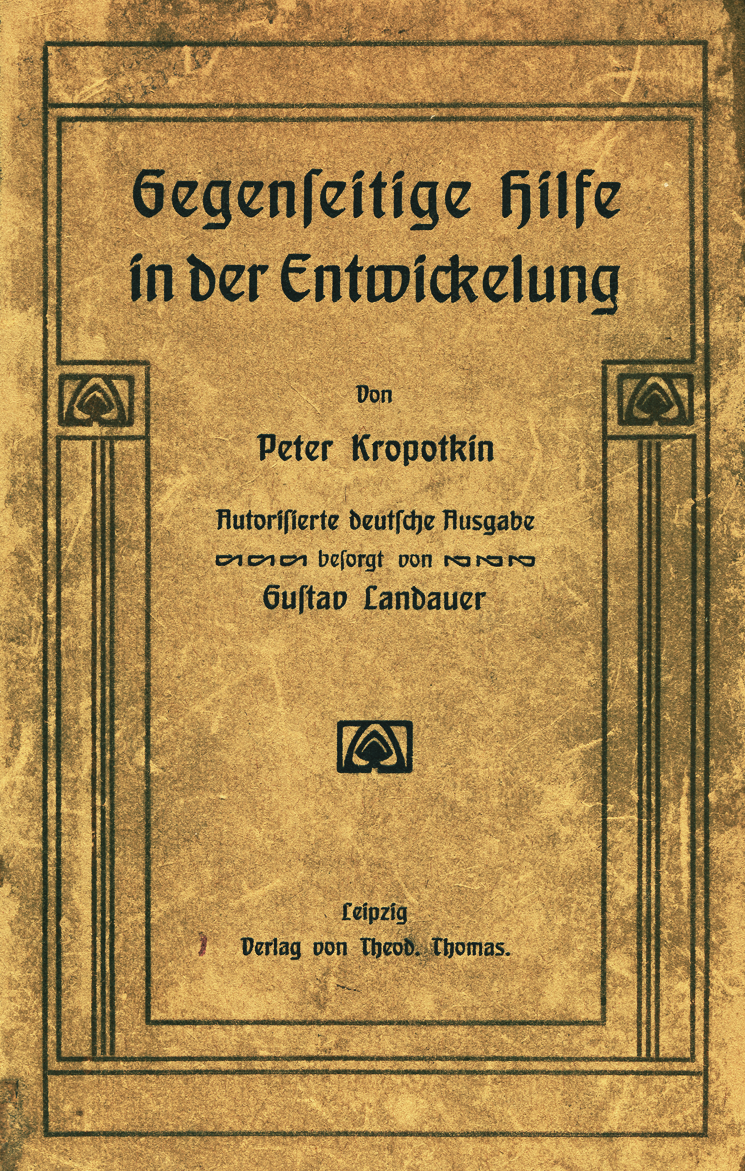
A página titular de Mutualismo: Um Fator de Evolução da primeira edição em alemão traduzida por Gustav Landauer e publicada em 1904.

 Em 1888, Kropotkin começou a escrever sua obra sociológica, separada em três artigos publicados na The Nineteenth Century (“A queda de nosso sistema industrial;” “O futuro reino da abundância;” e, “A cidade industrial do futuro”) que constituiriam as bases do livro Campos, fábricas e oficinas, que publicaria posteriormente. Nesta época, expôs em suas conferências suas ideias sobre a livre distribuição, o trabalho voluntário e a abolição do sistema salarial, baseando-se no princípio: “De cada qual segundo a sua capacidade, a cada qual segundo a sua necessidade”.
Ao longo do ano de 1889, escreveu artigos para Le Revolté e The Nineteenth Century sobre a revolução francesa e suas consequências, e em março de 1890 publicou o ensaio Trabalho intelectual e trabalho manual. A partir de setembro de 1890, publicou na The Nineteenth Century os primeiros ensaios em resposta a Thomas Henry Huxley, que seriam reunidos finalmente naquela que viria a ser sua obra científica mais prestigiosa: Mutualismo: Um Fator de Evolução. Durante 1892, escreveu regularmente artigos de divulgação científica para este mesmo periódico, explorando temáticas tão diversas como geologia, biologia, física e química; também foi publicado na França A Conquista do Pão, com prefácio escrito por Élisée Reclus. Por esta época, a reputação de Kropotkin cresceu ainda mais, obtendo um grande respeito e sucesso como escritor entre o público em geral, além do reconhecimento acadêmico que se materializava nos frequentes convites para realizar conferências sobre temas científicos na British Association, na Universidade de Londres e na Teacher’s Guild. Em 1894, Contemporary Review lhe dedicou um artigo laudatório intitulado “Nosso refugiado político mais ilustre”.
Em 1892, os Kropotkin se mudaram para Woodhurst Road, Acton, mas em 1894 voltaram a mudar de residência, se estabelecendo em uma casa de campo em Bromley, Kent. Ali cultivavam uma horta, Piotr tinha sua oficina de trabalho onde fabricava seus próprios móveis e um escritório cujas paredes estavam cobertas de livros até o teto, de acordo com a descrição de Rudolf Rocker, que o visitou em 1896. Em sua residência, recebia visitas de libertários notáveis de todo o mundo como a communard Louise Michel, o espanhol Fernando Tarrida del Mármol, a escritora e oradora Emma Goldman e Georg Brandes, entre outros.

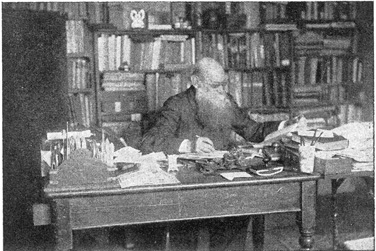
Escrevendo cercado por sua biblioteca.

O movimento libertário na Inglaterra começou a minguar frente ao crescimento da influência do socialismo autoritário de cunho parlamentar; em 1895 o grupo Freedom, o grupo Commonwealth e a Liga Socialista fundiram-se, assumindo Alfred Marsh como redator chefe substituindo Charlotte Wilson. Kropotkin – que era considerado pelo público em geral mais como um sábio erudito que como um anarquista - seguiu colaborando com o periódico, mas sem participar de suas atividades de propaganda, agitação ou ativismo, abraçando quase que exclusivamente para si a atividade intelectual. Durante o Congresso Socialista Internacional de Londres de 1896, os anarquistas foram impedidos de participar pelos parlamentaristas, neste momento estabelece-se uma cisão definitiva no movimento socialista. Após protestarem energicamente, os anarquistas eles próprios organizaram um congresso separadamente, ainda que Kropotkin, devido à problemas de saúde, não teve uma participação muito ativa. O final do ano de 1896 trouxe notícias que afetaram profundamente Kropotkin: a morte de seus amigos William Morris e Stepniak.

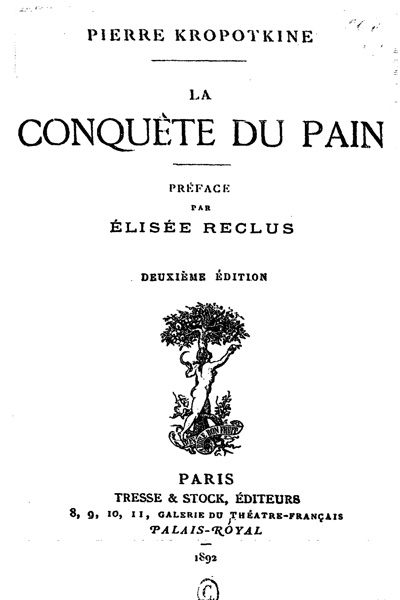
Primeira página da primeira edição de A Conquista do Pão originalmente lançada em francês em 1892.

Em 1897, participou das campanhas contra o governo espanhol, acusado de torturar e assassinar prisioneiros na fortaleza de Montjuïc (Barcelona), mas sua saúde piorava gradualmente e a própria Sofia o substituiu como conferencista em diversos eventos, algo que se tornaria cada vez mais comum dali em diante. Nesse ano, viajou para a América do Norte por meio da Sociedade Inglesa para o Patrocínio da Ciência, que celebrava uma reunião em Toronto, Canadá. Nos Estados Unidos, participou de três conferências sobre mutualismo no Instituto Lowell de Boston, e mais uma Nova Iorque. Nesta última cidade, encontrou com Johann Most, Benjamin Tucker e o líder socialista Daniel de Leon. Em Pittsburgh, tentou visitar Alexander Berkman que estava na prisão, mas as autoridades não lhe permitiram que o fizesse. Também começou as negociações para publicar suas Memórias de um revolucionário em fascículos pela revista Atlantic Monthly, que posteriormente, em 1899, lançaria o texto em um único volume. Paralelamente trabalhou na atualização e aprofundamento dos artigos que constituiriam a edição definitiva de Campos, fábricas e oficinas, publicada também naquele ano. Durante a Guerra dos Boers, Kropotkin declarou publicamente sua oposição, denunciando os crimes do exército inglês, indiferente a possibilidade de ser expulso do país.
Voltou aos Estados Unidos em 1901, visitou Chicago e realizou conferências em importantes universidades e novamente no Instituto Lowell de Boston, onde falou sobre literatura russa. Suas falas logo seriam publicadas como livro sob o título Ideais e realidades da literatura russa. Em Nova Iorque, falou na Liga de Educação Política, e no Sindicato Cooper diante de 5 000 pessoas e duas vezes em um local da Quinta Avenida. Também realizou discursos em Harvard e no Wellesley College. Além disso, assistiu diversas reuniões e atos organizados por seus amigos anarquistas, sempre muito concorridas e animadas. Retornou em maio para a Inglaterra e se dedicou integralmente a seus trabalhos teóricos, completando os últimos artigos sobre o Mutualismo, finalmente publicado em livro no ano de 1902.
Suas crises de saúde, em especial suas infecções bronquiais, praticamente lhe impediram de voltar à vida pública. Em 1903 e 1904, expôs suas teorias geológicas na Sociedade Geográfica. Em 1904, publicou A necessidade ética da atualidade e, em 1905, A moral da natureza. Nesse ano, também sofreu um ataque cardíaco durante um ato de homenagem aos dezembristas, que quase acabou com sua vida. A Revolução russa de 1905 trouxe de volta Kropotkin aos assuntos de sua terra natal. Mas em julho recebeu a notícia da morte de seu amigo Élisée Reclus; Kropotkin escreveu artigos em sua memória para o Geographical Journal e para a Freedom. No outono de 1907, mudou-se para uma casa em High Gate, onde terminou os trabalhos teóricos pendentes, publicando em 1909 A Grande Revolução francesa, O terror na Rússia e entre 1910 e 1915 uma série de artigos na The Nineteenth Century sobre ética e ajuda mútua, evolucionismo, e sobre herança biológica, tomando partido por um neolamarckismo e criticando as ideias de August Weismann. Estes artigos foram Evolução e Apoio mútuo, A ação direta do meio sobre as plantas, A resposta dos animais ao seu meio (1910), A herança de características adquiridas (1912), Variações herdadas entre as plantas (1914) e Variações herdadas entre os animais (1915).

### Revolução Russa de 1905
Nos últimos anos do século XIX, o movimento anarquista iniciava uma certa florescência na Rússia, sendo apoiado pela atividade de grupos anarquistas russos emigrados e exilados na Suíça, na França e na Inglaterra. Em 1903, na cidade de Genebra, passou a ser publicado o aperiódico Khleb i volia (Pão e Liberdade), que introduzido ilegalmente, tornou-se um meio de relativa influência na Rússia. Kropotkin e Varlaam Nikolaevich Cherkesov lhe deram seu apoio, escrevendo artigos sem assinatura. Se de um lado a influência teórica de Kropotkin entre os anarquistas na Rússia era evidente, em questões relacionadas à táticas e prática política concreta Kropotkin deles permanecia distante. Sua falta de posicionamento frente as táticas de guerrilha e expropriação (muitas vezes denominadas de terrorismo por estadistas e legalistas), contrastava com as práticas de muitos pequenos grupos anarquistas que atuavam no interior da Rússia, desestabilizando o regime czarista.

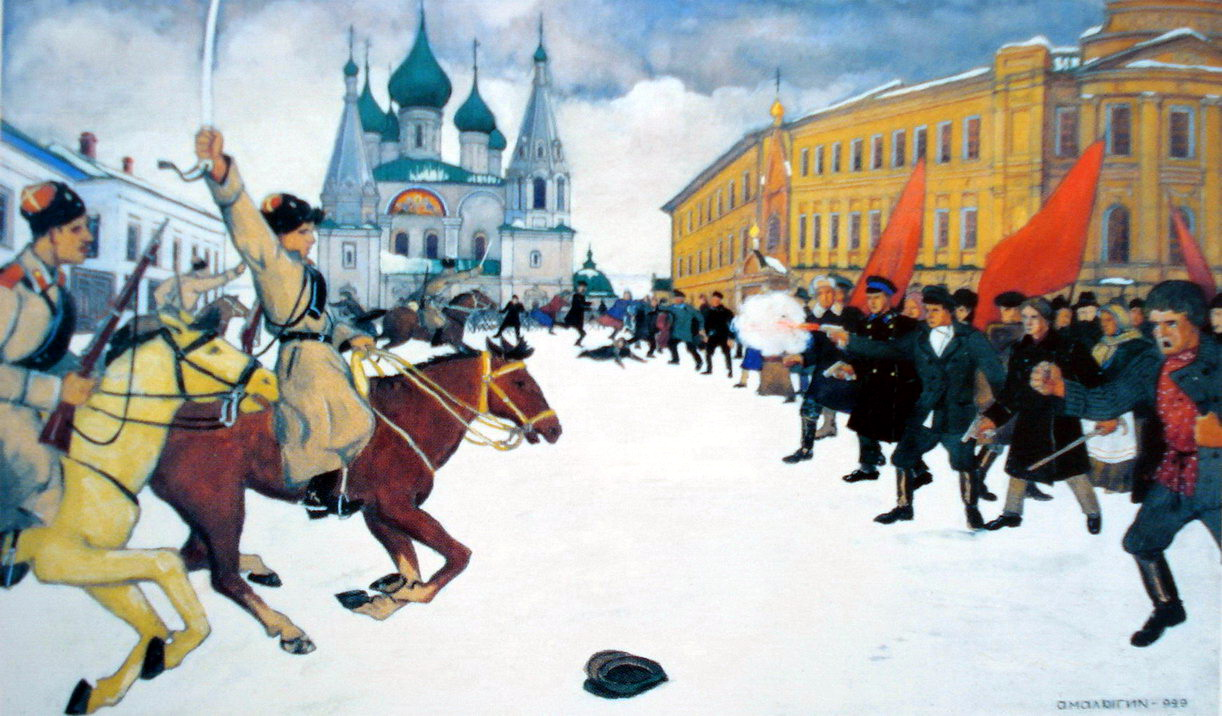
Revolucionários enfrentam as tropas czaristas na representação de Yaroslavl Malygin da Revolução Russa de 1905. Os escritos de Kropotkin serviram de inspiração para muitos destes revolucionários.

Advogou posteriormente pela expropriação enquanto tática, porque o povo livre fora aos armazéns e tomara a comida e as roupas que necessitavam, sempre racionalizando. Em relação à habitação, refletiria da mesma forma. Os aluguéis deveriam ser suprimidos, as casas vazias seriam tomadas pelas famílias que viviam até então nas ruas. Aquele que tivesse casas livres, teria que cedê-las às pessoas que delas mais necessitavam.
Declarou que todos os homens e mulheres têm direito ao bem-estar social. Formulou ideias como a carga laboral de cinco horas por dia, tendo o resto do tempo livre para participar de tarefas lúdicas de interesse individual. As pessoas começariam a contribuir para a sociedade na idade de 25 anos e deixariam de fazê-lo aos 45.
Demonstrou também como um sem-número de associações funcionam sem a autoridade do estado, citando a Cruz Vermelha e a Associação Inglesa de Resgate dos Náufragos (Lifeboat Associations). E também, como a evolução de todas estas associações foi vertiginosa, notória e celebrada por todos. Na visão de Kropotkin, ao invés de ser o defensor, o estado é o opressor e a causa de grande parte dos males infringidos às populações que governa.
Apresentou também uma nova e revolucionária ideia de que o povo pode ser dotado de um espírito organizador. Pois como o povo, longe de ser uma massa de selvagens guiados por seu sentido comum, é capaz de trazer a nova ordem na ausência de todas as formas de autoridade.
Kropotkin se inclinava para o anarcossindicalismo, o movimento de massas e a participação nos sovietes (que na época eram assembleias populares, e não órgãos de autoridade partidária bolcheviques). As discussões táticas levaram os anarquistas russos a celebrar duas conferências, uma sendo realizada em Londres em dezembro de 1904 e a outra em outubro de 1906. Publicaram também um documento intitulado A revolução russa e o anarquismo em 1907. Neste documento teve forte presença o pensamento de Kropotkin, influenciado pelos acontecimentos revolucionários de 1905. A partir de então Kropotkin começou a pensar em retornar à Rússia para participar da luta contra a autocracia. Kropotkin - tal qual confessou a Max Nettlau - em suas horas livres praticava tiro ao alvo com um fuzil para se manter em forma, e participar nas lutas nas ruas caso pudesse voltar à Rússia.
Mas sua saúde seguia declinando e, no outono de 1911, voltou a mudar de residência, se estabelecendo em Kemp Town, Brighton, sua última morada na Inglaterra. Por razões de saúde, fazia alguns anos que Kropotkin passava os invernos no exterior, para não sofrer as intempéries do clima. Nestas viagens, visitou Paris e a região da Bretanha (França), Ascona, Bordighera e Rapallo na Itália, e Locarno na Suíça, cujo clima aliviava sua bronquite crônica. Em 1912, participou do Congresso Internacional de Eugenia em Londres, onde expôs pontos de vistas críticos contrários à ideia de esterilização de pessoas, defendida na época por alguns cientistas. Nesse mesmo ano, participou da campanha contra a deportação de Errico Malatesta para a Itália, conseguindo influenciar John Burns, um liberal que ocupava o cargo de ministro, para que ele suspendesse o processo. Em dezembro de 1912, ao cumprir 70 anos, recebeu homenagens emotivas e felicitações; uma delas foi celebrada no Palace Theatre de Londres, ocasião em que discursaram George Bernard Shaw, George Lansbury e Josiah Wedgwood, entre outros.
Após a revolução de 1905, o anarquismo na Rússia experimentou um rápido crescimento, surgindo dezenas de grupos diferentes por todo o país. As obras de Kropotkin começaram a ser editadas legal e ilegalmente, sua influência tornou-se cada vez maior entre os anarco-comunistas e anarquistas. O periódico dos emigrados do qual participava Kropotkin foi dissolvido e substituído pelo khleb i Volia listki, para o qual ele passaria a colaborar junto com Alexander Schapiro e Maria Goldsmith. No entanto, em junho de 1907, teve que abandonar esta publicação. Passou a se dedicar a traduzir para o russo grande parte de sua obra, como por exemplo o livro A Grande Revolução Francesa, concluído em 1914. Kropokin colaborou também como redator para um periódico de russos anarquistas exilados chamado Rabochi Mir, bem como para alguns números do jornal Khleb i volia que havia ressurgido em 1910 na cidade de Paris.

### Primeira Guerra e o Manifesto dos Dezesseis

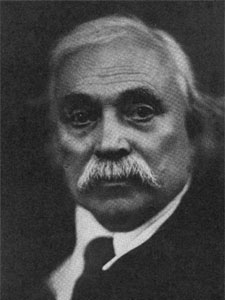
Jean Grave, co-autor junto com Kropotkin do Manifesto dos Dezesseis, e também um de seus principais defensores.

Durante os anos que precederam a Primeira Guerra Mundial, rompendo com o tradicional antibelicismo dos anarquistas, Kropotkin tomou partido em favor da França Republicana em contraposição ao Império Alemão de Bismarck, considerado por ele a maior ameaça, já que pensava ser necessário fazer oposição de todas as formas à política extremamente militarizada da Alemanha com o objetivo de criar uma geopolítica. No início do conflito, houve uma cisão entre Kropotkin, Jean Grave e os anarquistas que apoiavam uma intervenção na guerra, com o movimento anarquista internacional, assumindo uma posição crítica - eram em grande parte velhos amigos seus, entre eles estavam Dumartheray, Herzig e Bertoni Luigi. Esta atitude o levou a uma disputa com os membros da revista Freedom, que publicaram uma carta de Malatesta na qual tecia críticas demolidoras dirigidas ao belicismo de Kropotkin, que representava a opinião majoritária do movimento anarquista.
Na "Freedom", em novembro de 1914, encontramos artigos de Kropotkin, Jean Grave, Cherkesov e uma carta do anarquista Verleben, todos eles com argumentos sobre os motivos pelos quais os anarquistas deviam apoiar a causa dos Aliados. Uma contribuição de Malatesta estava destinada a rechaçar os raciocínios dos autores citados: "os anarquistas têm esquecido de seus princípios."— Errico Malatesta

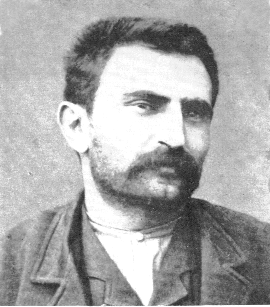
Errico Malatesta, um dos anarquistas que publicamente refutaram o apoio dos dezesseis libertários aos Estados Aliados na Primeira Guerra.

Após uma violenta discussão com Thomas Keell, diretor da revista Freedom, Kropotkin, Varlaam Cherkesov, Sofia e outros anarquistas favoráveis aos Aliados abandonaram o grupo editorial do qual eram fundadores. Quase todos os anarquistas manifestaram seu rechaço à guerra e seu desacordo com Kropotkin, que foi apoiado por Jean Grave, James Guillaume, Paul Reclus, Charles Malato, Christiaan Cornelissen; estes firmaram uma declaração belicista conhecida como o Manifesto dos Dezesseis, e editaram seu próprio periódico, La Bataille Syndicaliste (A Batalha Sindicalista). Este manifesto foi também respondido por outro manifesto de oposição à guerra, assinado por Malatesta, Shapiro, Emma Goldman, Alexander Berkman, Thomas Keell e Rudolf Rocker, entre outros. Pouco depois, manifestariam também suas críticas ao grupo de anarquistas belicistas Luigi Fabbri, Émile Armand e Sébastien Faure. 
E em 1916, Malatesta responde das colunas editoriais da “Freedom” ao “Manifesto em favor da guerra” assinado por Kropotkin, Jean Grave, Malato e outros treze “velhos companheiros”: reconhece a “boa fé e intenções” dos autores e as põe “fora de dúvida”, mas afirma que deve dissociar-se de “companheiros que se consideram capazes de conciliar as ideias anarquistas com a cooperação dos governos e as classes capitalistas de certos países em sua luta contra os capitalistas e governos de certos outros países”.— Errico Malatesta
Kropotkin e seu grupo acabaram praticamente isolados, não só dentro do movimento anarquista, mas também do movimento socialista em geral. A posição de Kropotkin foi oportunamente utilizada por Lenin para qualificá-lo de pequeno-burguês e patriota, e assim poder atacar os anarquistas, em sua grande maioria contrários à guerra. Kropotkin perdeu contato com seus velhos amigos anarquistas e se tornou um recluso em sua residência, até março de 1917, quando chegaram as primeiras notícias sobre a queda do czarismo russo.

### Retorno a Rússia e morte

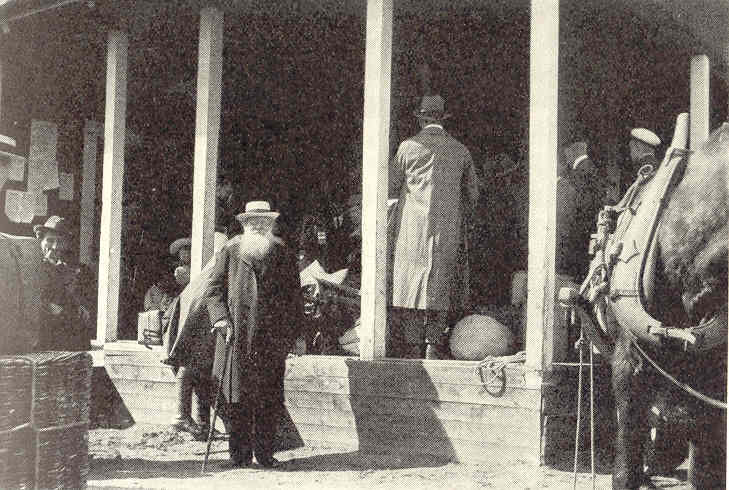
Kropotkin em sua passagem pela cidade de Haparanda em 1917.

Após a Revolução de Fevereiro, Kropotkin decidiu retornar à Rússia, entusiasmado pelo giro dos acontecimentos. Em meados de 1917, embarcou anônimo em Aberdeen com destino a Bergen (Noruega), mas, apesar do sigilo, foi recebido por uma manifestação de trabalhadores e estudantes. Passando pela Suécia e pela Finlândia, ingressou na Rússia depois de 41 anos. Durante toda a viagem, recebeu manifestações de apoio e carinho por cada aldeia que passava. Chegou em Petrogrado de trem às duas da madrugada, e lá foi recebido na estação por um regimento militar, e uma banda tocando La Marseillaise e uma manifestação de boas-vindas de mais de 70 000 pessoas.
Este período se caracterizou por uma frenética participação em eventos, palestras e reuniões, que afetaram gravemente sua saúde. Mas não recomposta plenamente sua relação com boa parte do movimento libertário, Kropotkin continuava a insistir que a guerra asseguraria as conquistas da revolução "o que o levou a situações e companhias ambíguas". A imensa maioria dos anarquistas não apoiavam a guerra, razão pela qual manteve relações ocasionais com os mencheviques, e outros partidos constitucionalistas belicistas apartados do setor revolucionário. Kerensky lhe ofereceu um cargo no governo, uma farta pensão mensal e residência no Palácio de Inverno, mas Kropotkin recusou a oferta com dignidade, ainda que não tenha recusado participar de seus conselhos informalmente. Em agosto, abandonou a frenética Petrogrado e se estabeleceu em Moscou, participando pouco depois na Conferência de Estado de todos os partidos como orador, onde manifestou suas críticas às políticas bolcheviques, e a favor da continuidade da guerra e da constituição de uma república federal. Estas manifestações reformistas e moderadas foram utilizadas pelos bolcheviques para desacreditar Kropotkin e contra-golpear os anarquistas. A Revolução de Outubro acabou com o governo de Kerensky, assumindo o poder os bolcheviques. O fim da guerra e a radicalização do movimento de massas acabaram com o desconcerto ideológico que havia se apoderado de Kropotkin desde seu apoio à Entente, e retomou seus princípios anarquistas. Se dedicou a trabalhar na Liga Federalista, um grupo de estudiosos das problemáticas sociológicas que impulsava o federalismo e a descentralização, produzia e divulgava dados estatísticos e estudos ao público, mas em meados de 1918, foi suprimido pelas autoridades bolcheviques. Apesar de Kropotkin não ter sido pessoalmente afetado pela repressão (já que o consideravam inofensivo), os bolcheviques iniciaram sua repressão não somente contra os opositores mencheviques e social-revolucionários, mas também contra os grupos, organizações e periódicos anarquistas, que haviam apoiado o movimento de massas na Revolução de Outubro. Esta situação e o fim da guerra, fez com que os grupos anarquistas russos se aproximassem novamente, Kropotkin restabeleceu boas relações com Gregori Maximoff, Volin e Alexander Shapiro.
Na primavera de 1918, Kropotkin foi visitado por Nestor Makhno, líder dos camponeses anarquistas da Ucrânia. Em Dmitrov, ficou responsável pela reorganização do museu local, e se esforçou para concluir seu livro Eticas (que apesar de seus esforços permaneceria inacabado devido aos seus problemas de saúde). Apesar de sua oposição aos bolcheviques, Kropotkin recusou a apoiar quaisquer formas de intervenção dos Aliados ocidentais nos assuntos russos. No início de maio 1919, reuniu-se com Lenin em Moscou, e fez uma defesa das cooperativas que os bolcheviques atacavam, e criticou também os métodos coercitivos e a burocracia dos bolcheviques, ainda que o tom geral da reunião fora cordial. Mais adiante, escreveria para Lenin em três ocasiões distintas em tons cada vez menos cordiais, suas petições e críticas nunca foram sequer consideradas.
"Lenin não se compara a nenhuma figura revolucionária na história. Revolucionários tinham ideais. Lenin não tem nada." 
 "Vladimir Ilyich [Lenin], suas ações concretas são completamente contrárias às ideias que você finge sustentar."—  P. Kropotkin
 Os métodos bolcheviques fizeram com que Kropotkin endurecesse suas críticas. Esta atitude foi testemunhada pelos visitantes Alexander Berkman, Emma Goldman, Alexander Shapiro, Ángel Pestaña e Agustín Souchy Bauer e pelas cartas que escreveu a Georg Brandes e a Alexander Atabekian. Escreveu em junho de 1920 uma "Carta aos trabalhadores do mundo ocidental" onde expôs suas concepções anarquistas e suas críticas lúcidas à Revolução. Também em 1920 escreveu uma dura carta a Lenin reprovando-lhe a prática de ameaçar com a execução os prisioneiros de guerra para proteger-se de seus oponentes.

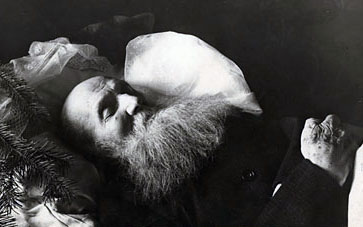
Kropotkin em seu leito de morte.

Notícias tem aparecido nos jornais Izvestia e Pravda anunciando a decisão do governo soviético de tomar como reféns a alguns membros dos grupos Cherkov e Savinkov do Partido Social-Democrata, do centro tático nacionalista do Exército Branco, e a oficiais de Wrangel, para que, caso uma tentativa de assassinato  seja cometida contra cento e oito líderes dos sovietes, sejam "exterminados sem piedade", tais reféns. Será que não há ninguém entre vocês que recorde a seus camaradas e lhes convença de que tais medidas representam um retorno ao pior período da Idade Média e das guerras religiosas, e é totalmente decepcionante, atitude de gente que deu as costas para a criação da sociedade em consonância com os princípios comunistas? Qualquer pessoa que deseje o futuro do comunismo não pode compactuar com tais medidas. Penso que devem tomar em conta que o futuro do comunismo é mais precioso do que suas próprias vidas. E me alegraria se com estas reflexões renunciassem a este tipo de medidas. Ainda que com todas estas deficiências muito sérias, a revolução de outubro trouxe um enorme progresso. Foi demonstrado que a revolução social não é impossível, coisa que pessoas da Europa Ocidental já começam a pensar, e que apesar de seus defeitos está trazendo algum progresso em direção à igualdade. Por que então golpear a revolução, empurrando-a para um caminho que a levará a sua destruição, sobretudo por falhas que não são inerentes ao socialismo ou ao comunismo, será que isso não representa a sobrevivência da velha ordem e dos efeitos destrutivos da onívora autoridade ilimitada?— P. Kropotkin
 Em novembro, sua saúde se deteriorou mais ainda. No dia 23, daquele mês escreveu aquela que seria a sua última carta para o anarquista holandês P. de Reyger. Em janeiro, pegou uma pneumonia que o deixou de cama até o fim dos seus dias. Apesar dos cuidados médicos, faleceu às três horas da madrugada do dia 8 de fevereiro de 1921 em sua casa na cidade de Dmitrov.

### Funeralmultitudinário

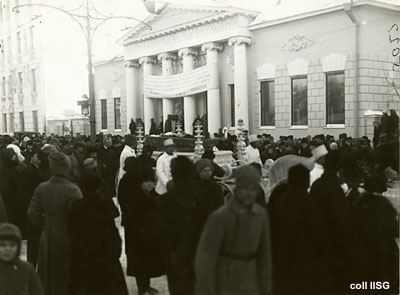
Cortejo fúnebre de Kropotkin passando em frente ao Museu Tolstoi.

O governo bolchevique ofereceu um funeral oficial a Kropotkin, mas sua família e amigos libertários recusaram a oferta. Os grupos anarquistas russos formaram uma comissão fúnebre para organizar a cerimônia, entre outros faziam parte dela Alexander Berkman, Emma Goldman e Alexandra Kropotkin. As autoridades locais permitiram apenas a edição de dois folhetos em sua memória que deviam passar pela censura prévia, mas os anarquistas desobedeceram a ordem, reabriram uma imprensa fechada pela polícia política Cheka e editaram os folhetos sem qualquer censura.

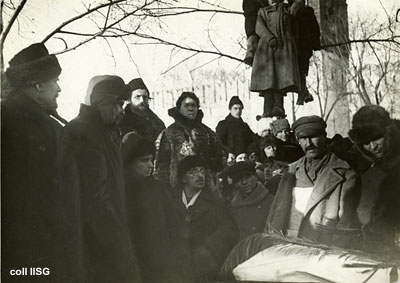
Oradores no funeral: Goldman, Baron, Maximoff e Berkman.

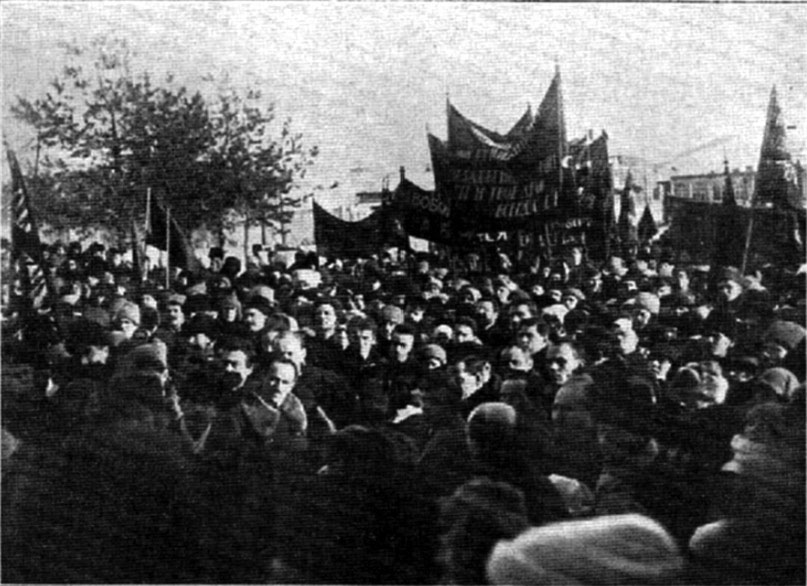
Multidão acompanhando ao cortejo fúnebre de Kropotkin com bandeiras negras.

Centenas de trabalhadores, estudantes, camponeses, funcionários e soldados se dirigiram à pequena casa de Kropotkin para despedirem-se do velho revolucionário. As escolas permaneceram fechadas em sinal de luto e as crianças levavam ramos de pinheiro ao caminho da comitiva que transportava o corpo de Kropotkin. O ataúde foi levado à estação ferroviária, e dali de trem para Moscou. Uma multidão recebeu o cortejo e o acompanhou até o Palácio do Trabalho. Os anarquistas pressionaram o governo para os anarquistas detidos fossem provisoriamente liberados e que lhes permitisse participar da celebração. Kamenev lhes prometeu liberar aos detidos se em troca os anarquistas não convertessem o cerimonial em uma manifestação de repúdio ao governo. Na metade do ato, chegaram apenas sete dos anarquistas detidos, entre os quais se encontravam Aarón Baron e Gregori Maximoff.
A multidão de mais de cem mil pessoas acompanhou o cortejo nos 8 km do percurso até o Cemitério Novodévichi. Os seguia uma orquestra que executava a Sinfonia Patética de Tchaikovsky. Centenas de bandeiras de partidos políticos, sociedades científicas, sindicatos e organizações estudantis estavam hasteadas entre os concorrentes. Também flamejavam as grandes bandeiras negras dos anarquistas, nas quais haviam sido bordadas mensagens: "Onde há autoridade não há liberdade" e "Os anarquistas exigem a liberação das prisões do socialismo". No Museu Tolstoi, também encontrava-se hasteada a bandeira negra, e ao passar os manifestantes pela Prisão de Butirka, os presos políticos estendiam os braços pelas janelas gradeadas para saudá-lo. Uma vez no cemitério, os oradores foram pronunciando suas homenagens; o último à falar foi Aarón Barón, um dos anarquistas presos liberados provisoriamente, que audazmente protestou contra o governo bolchevique, as prisões e as torturas contra os revolucionários opositores.
O funeral de Kropotkin é considerada por alguns historiadores dos movimentos libertários como a última manifestação massiva do anarquismo russo ocorrida na União Soviética.

## Ideais e reflexões

### Anarquismo comunista

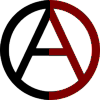
O "A" no círculo rubro-negro, um dos símbolos do anarquismo comunista.

A base de tal concepção encontra-se na ideia de que o critério para o consumo (tanto de bens quanto de serviços) dos indivíduos não seja o trabalho, mas a necessidade. Kropotkin advogava assim um sistema de distribuição livre da produção, conceito este que está ligado ao raciocínio de que não é possível medir a contribuição isolada de um indivíduo na produção social, e que, portanto, uma vez realizada, toda ela deva ser desfrutada socialmente.
"Cada descobrimento, cada progresso, cada aumento da riqueza humana é o resultado do trabalho intelectual e físico feito no passado e no presente. Assim sendo, por que alguém pode ter direito à propriedade da mais pequena parte deste enorme todo, e dizer isto é meu, e não teu?"— Kropotkin, A Conquista do Pão
Kropotkin vê, socialista que é, a coletivização dos meios de produção como o objetivo da transformação social, mas, diferentemente de alguns, infere que a este fenômeno seguiriam como consequência inevitável a distribuição livre e a extinção de qualquer sistema de salários. Numa tal sociedade, a produção seria orientada para o consumo e não para o lucro. E Kropotkin vai além em suas considerações sobre esta outra forma de sociabilidade ao vislumbrar uma ciência dedicada a descobrir meios para conciliar e satisfazer as necessidades de todos.
[…] Pois, no dia em que as antigas instituições forem despedaçadas sob o machado do proletariado, vozes serão ouvidas gritando: Pão para todos! Casa para todos! Direito para todos à uma vida confortável! E essas vozes serão ouvidas. O povo dirá para si mesmo: Vamos começar satisfazendo nossa sede pela vida, a alegria da liberdade que jamais havíamos conhecido. E então, após todos experimentarem a felicidade, começaremos a trabalhar; o trabalho de demolição dos últimos vestígios do domínio da classe-média, com sua moralidade calculada, sua filosofia do débito e do crédito, suas instituições de minas e brilhantes […]— Pyotr Kropotkin, "A Conquista do Pão"
Ao problema que se levanta quando se pensa a distribuição livre, Kropotkin não vê aí uma abertura para a instauração de um governo revolucionário, pelo contrário, diz ser a cooperação voluntária o substituto tanto para a propriedade privada quanto para a desigualdade, categorias nas quais se fundamentam o Estado. Neste sentido, Kropotkin defende um sistema de administração pública fundada na ideia de comuna, não apenas enquanto unidade administrativa mais próxima do povo e de suas preocupações imediatas, mas também enquanto associação voluntária que reúne os interesses sociais representados por grupos de indivíduos diretamente ligado a eles. A união destas comunas produziria uma rede de cooperações que substituiria o Estado.

### Naturalismo
Em sua faceta de naturalista, Piotr Kropotkin difundiu a importância da cooperação como fator chave na evolução paralelo à competição. Kropotkin esboçou em seu mais famoso trabalho Mutualismo: Um Fator de Evolução os princípios gerais da mutualidade entre humanos, a partir de suas pesquisas nas expedições científicas à Sibéria. Esta obra foi escrita inicialmente em inglês e em francês e rapidamente tornou-se popular em outros idiomas como o espanhol, atualmente podem ser encontrados exemplares de seus escritos em múltiplos idiomas.
Em Mutualismo, Kropotkin se contrapõe às ideias de Thomas Henry Huxley e de Herbert Spencer (considerado por muitos o pai do darwinismo social), que, com base na seleção natural, defendiam a necessidade de competição entre indivíduos e grupos sociais para o processo de evolução de uma sociedade. Outro argumento do darwinismo social ao qual Kropotkin fez frente foi a ideia de que a competição entre diferentes sociedades permitiria com que as melhores se sobressaíssem e as piores definhassem e desaparecessem.

### Sistema Penal
Por sua ideologia anarquista, Kropotkin foi preso diversas vezes. Através dessas experiências (descritas em seu livro "In Russian and French prisons" e em suas "Memoirs of a Revolucionist") e de dados reais sobre a reincidência em crimes mais graves, ele analisou as leis penais e o sistema carcerário. Para ele, as leis não diminuíam o crime, conseguiam apenas evitar o pensamento crítico das pessoas, além de manter o poder e os privilégios na classe dos capitalistas e no Estado. Enquanto a prisão, por mais que fosse reformada, apenas conseguia eliminar as qualidades humanas do indivíduo e tornar o indivíduo menos socializado, mais marginalizado e adaptado à vida criminosa. Portanto, o sistema penal institucionalizado e Estatal deveria ser abolido pela revolução anarquista que formaria uma sociedade igualitária. Sem a defesa da propriedade privada para alguns e a negação do acesso a ela para outros, não se despertaria o egoísmo nas pessoas, a tendência humana do apoio mútuo refloresceria, problemas seriam resolvidos com cooperação, porém o mesmo acredita que com tais aspectos minimizariam os crimes, mas reconhece que ainda poderia ocorrer, então como citado em seu livro "A conquista do pão" propõe uma organização voluntária, formando um tribunal, no qual seriam votadas diretamente as sentenças. Exemplos análogos são encontrados dentro das primitivas tribos humanas, das antigas comunidades rurais e das modernas associações industriais.

## Memória e homenagem

### Monumentos e pinturas
Existe uma cidade russa localizada no Krai de Krasnodar que o homenageia levando seu sobrenome: Kropotkin.
Em Dmitrov, há um monumento erigido em frente ao antigo casarão de sua família, casarão este que até 1942 serviu de museu em sua memória. Tendo o edifício original vindo abaixo na década de 1960 ele foi reconstruído recentemente com a finalidade de novamente servir de museu em sua memória.
Kropotkin foi retratado em estilo expressionista lírico em enamel (tinta de esmalte), pelo artista estadunidense Bernard Re Jr, em novembro de 2004. E Patrick St. John estilizou a imagem do teórico russo sobre o termo "ajuda mútua" (mutual aid). Neste mesmo estilo, St. John retratou também o mexicano Emiliano Zapata e a oradora Emma Goldman.
Na sede da Editora Freedom Press no bairro londrino de Whitechapel um desenho de Kropotkin figura entre os desenhos de outros anarquistas notáveis.

### Cinema e música
Uma foto de Kropotkin junto com imagens de Bakunin e Proudhon é exibida atrás da mesa na reunião da Sociedad Obrera no filme La Patagonia Rebelde de 1974. Também neste mesmo filme um de seus personagens cita Kropotkin nominalmente nesta mesma cena da reunião "Bem dizia Kropotkin que a revolução…".
A banda de punk rock e delta blues The Kropotkins tem este nome em homenagem ao grande teórico anarquista russo do século XIX. Junto com outros grandes anarquistas, Kropotkin aparece na colagem de imagens antigas que dá forma ao videoclipe da música Catbird Seat da banda de post-rock estadunidense The Silent League. A banda belga de percussão industrial Militia homenageia o príncipe anarquista com a música comrade Pyotr Kropotkin, assim como o grupo também belga les Baudouins Morts  na canção Do de Kropotkin.

## Principais obras[85]
- A Conquista do Pão (1892): The Conquest of Bread é um idílio revolucionário, um belo esboço da futura sociedade baseada na liberdade, igualdade e fraternidade. E, nas palavras de Kropotkin, um estudo das necessidades da humanidade, e dos significados da economia que as satisfazem. Encontra todas as dificuldades que um inquiridor poderia mencionar: o ideal anarquista é sedutor, mas como poderia funcionar?
- Prisões e Sua Influência Moral nos Prisioneiros (1877)
- Lei e Autoridade (1886)
- Campos, Fábricas e Oficinas ou Indústria Combinada com Agricultura, Trabalho Intelectual e Trabalho Manual (1898)
- Mutualismo: Um Fator de Evolução (1902)

### Lista de publicações
Diversas publicações da época editaram numerosos artigos e cartas de Kropotkin. Destacam-se, entre estas:
The Times, Nature, Daily Chronicle, The Nineteenth Century, Forthnightly Review, The Atlantic Monthly, La Revue Scientifique, The Geographical Journal, Freedom, Le Révolté, Temps Nouveaux, L'Avant Garde, Commonweal, Jleb i volia, L'Intransigeant, Litski Jleb i volia, Voice of Labour, Newcastle Daily News, Arbeiterfreund, Tierra y Libertad, Bataille Syndicaliste, The Speaker, Le Soir e Ecole Renouvé (Bruxelas), La Protesta, Probuzhdenie (Detroit), Golos Truda, Dielo Truda e Independent (Nova York), Politiken (Copenhague), The Alarm, El Productor (Barcelona), Avant Courier, La Revista Blanca (Madri).